# Contribution polonaise à la Seconde Guerre mondiale

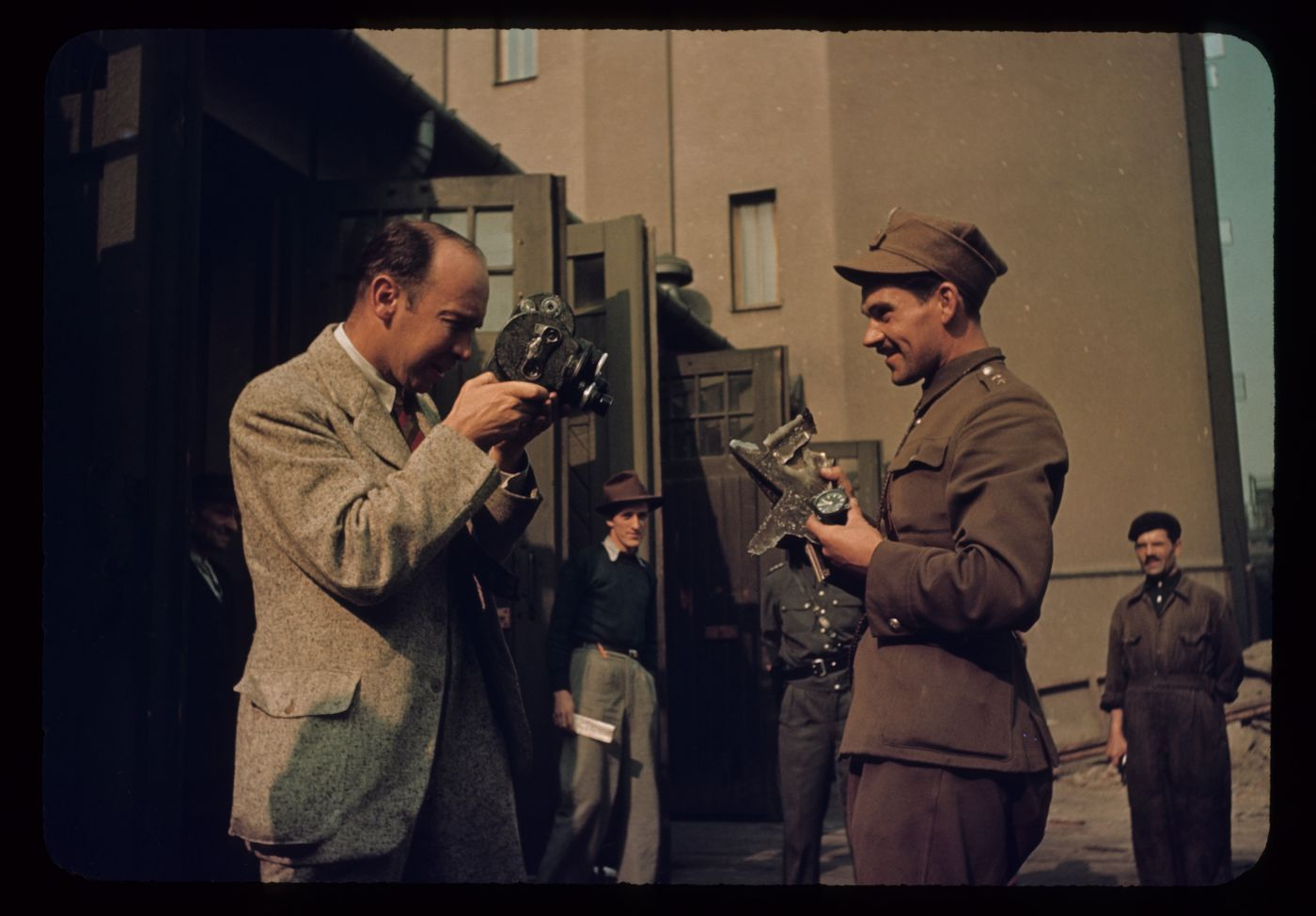
Soldat de l'armée polonaise lors de la défense de Varsovie en septembre 1939.

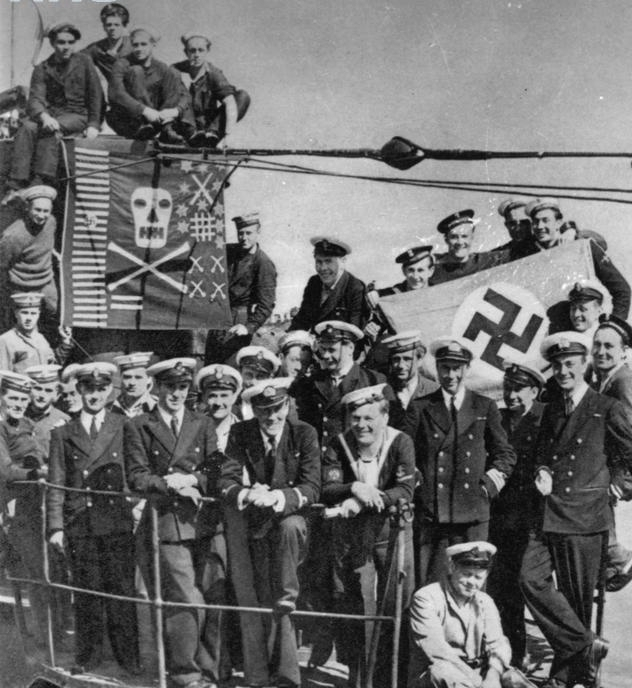
L’équipage du sous-marin ORP Sokół affichant un Jolly Roger marquant le nombre de navires ennemis coulés ou endommagés.

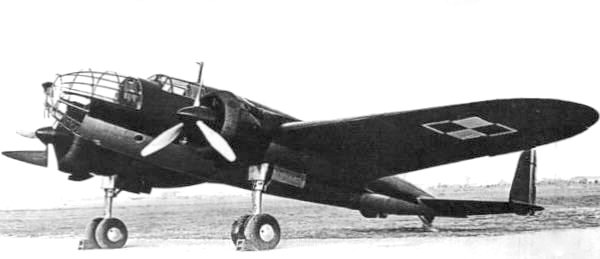
Un PZL.37 Łoś, bombardier moyen polonais, bimoteur, construit à l'usine PZL à Mielec.

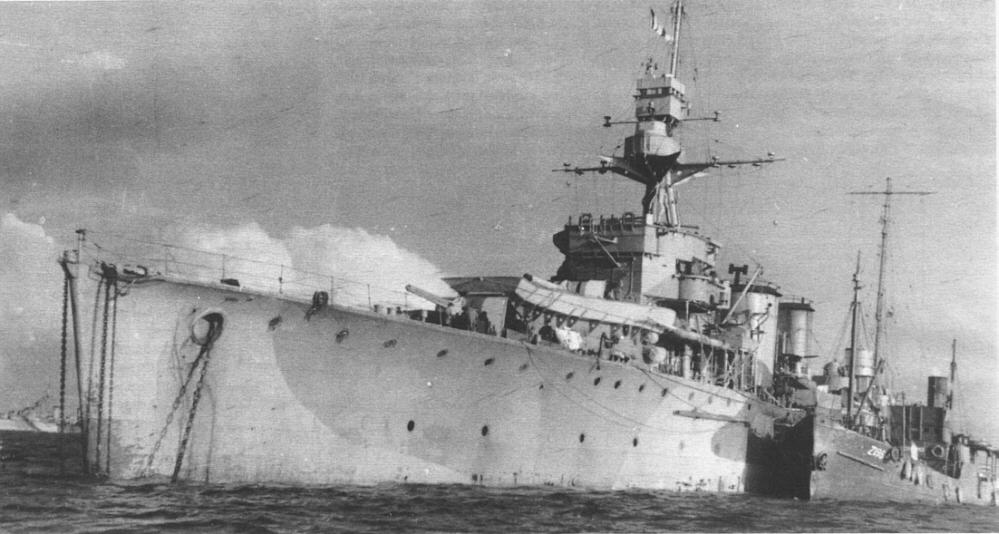
ORP Dragon, en service dans la marine polonaise depuis janvier 1943

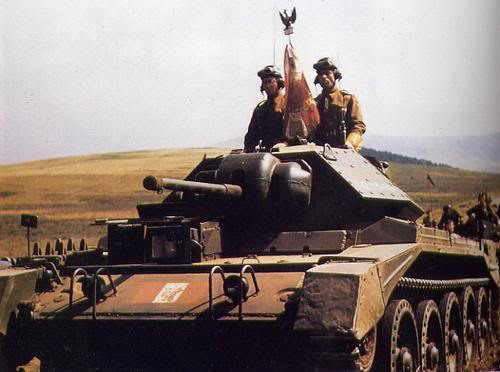
Char Crusader de la 1re division blindée polonaise près de Haddington en 1943

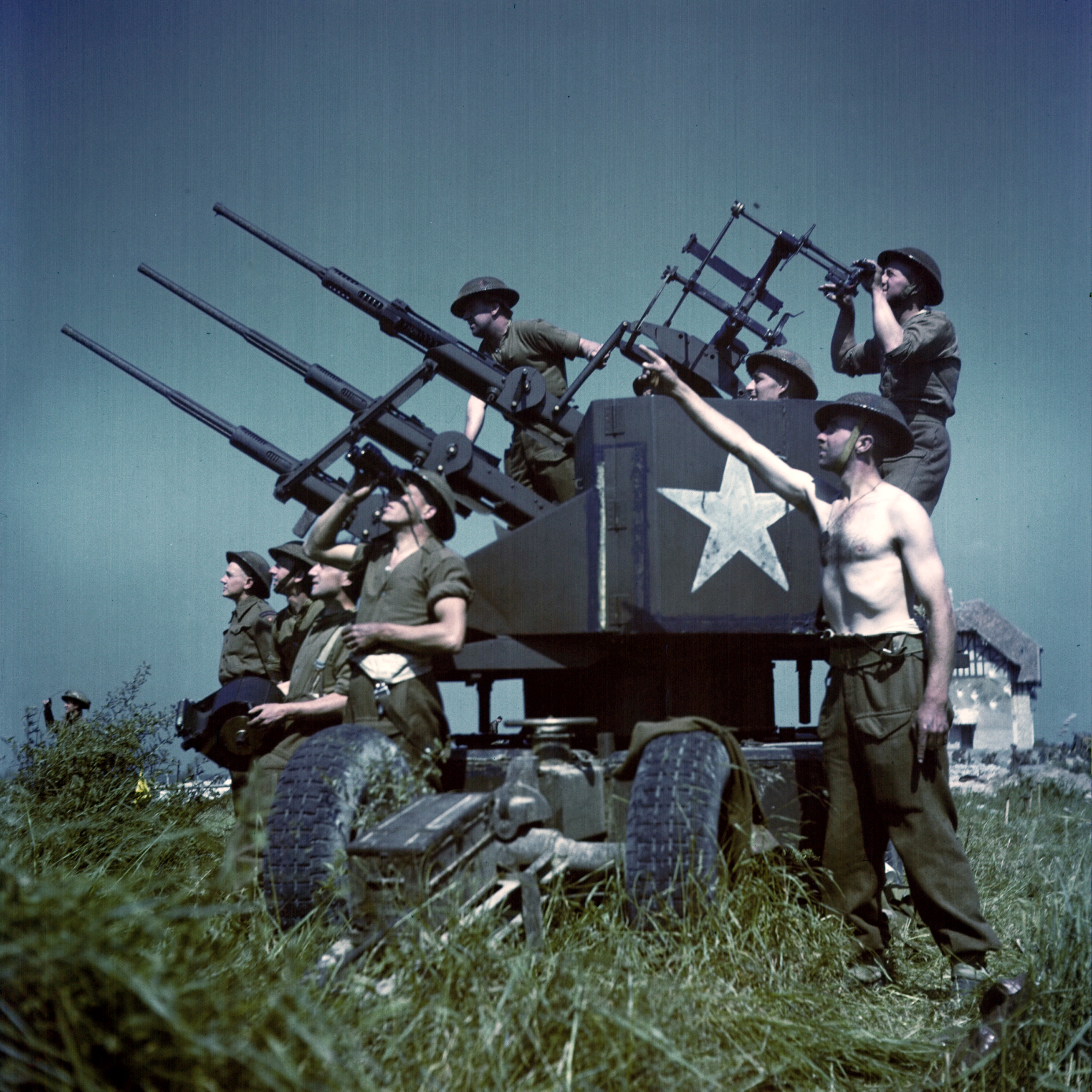
Batterie anti-aérienne, avec trois canons polonais Polsten.

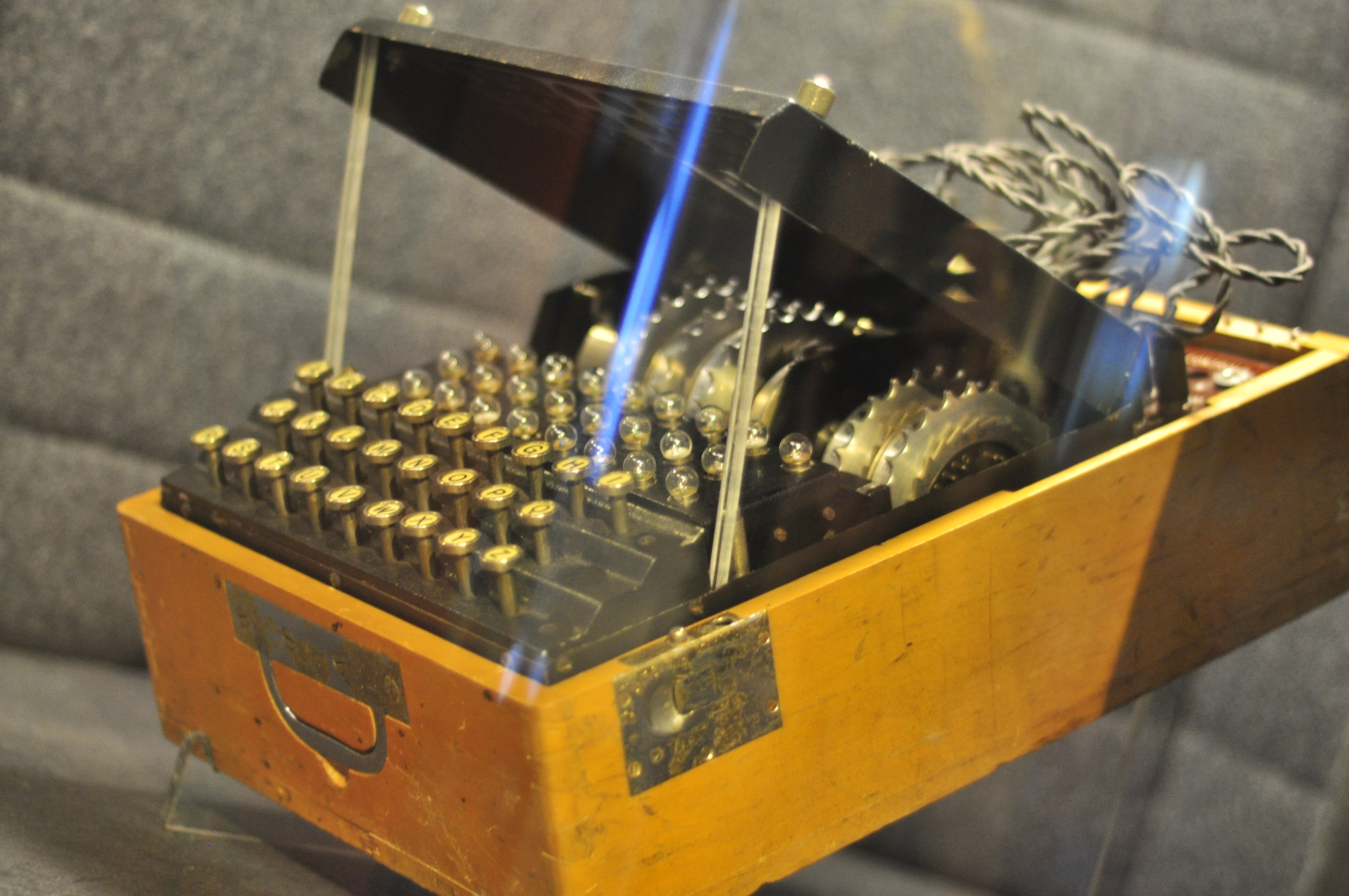
"Pologne" Enigma

Le théâtre européen de la Seconde Guerre mondiale s'ouvrit avec l'invasion de la Pologne par l’Allemagne le vendredi 1er septembre 1939 et l'invasion soviétique de la Pologne le 17 septembre 1939. L'armée polonaise fut vaincue après plus d'un mois de féroces combats. Après que la Pologne eut été vaincue, un gouvernement en exil (basé en Grande-Bretagne), des forces armées et un service de renseignement furent établis en dehors des frontières de la Pologne. Ces organisations contribuèrent à l'effort allié tout au long de la guerre. L'armée polonaise fut recréée à l’Ouest, ainsi qu'à l'Est (après l'invasion allemande de l'Union soviétique).
Les Polonais contribuèrent de manière significative à l'effort allié tout au long de la guerre, combattant sur terre, sur les mers et dans les airs. L'armée de l'air polonaise fut notable, non seulement dans la victoire alliée dans la bataille d'Angleterre, mais aussi dans la guerre aérienne postérieure. Les troupes terrestres polonaises furent présentes dans la campagne de l'Afrique du Nord (siège de Tobrouk) ; la campagne d’Italie (y compris la capture de la colline du monastère à la bataille de Monte Cassino) ; et dans les batailles suivant le débarquement en France (la bataille de la poche de Falaise, un parachutage d’une brigade aéroportée pendant l'opération Market Garden et une division dans la campagne d'Allemagne). Les forces polonaises à l'est, se battant aux côtés de l'armée rouge et sous le commandement soviétique, prirent part aux offensives soviétiques en Biélorussie, en Ukraine et en Pologne ; à travers la Vistule et vers l'Oder puis vers Berlin. Certaines contributions polonaises furent moins visibles, notamment le déchiffrement avant-guerre et durant la guerre des machines de chiffrement allemandes Enigma par le cryptologue Marian Rejewski et ses collègues. Le réseau de renseignement polonais (en) s'avéra très utile pour le renseignement allié.
Contrairement à la France, les Nazis ne mirent pas en place un gouvernement collaborationniste. Au lieu de cela, la Pologne fut directement gouvernée par une administration purement allemande connue sous le nom de Generalgouvernement. À cette administration s’opposa l'État polonais clandestin, qui non seulement représentait l'une des trois plus grandes forces existantes de partisans,[b] mais était un exemple rare d'un gouvernement souterrain, phénomène qui ne fut pas observé dans de nombreux autres pays occupés.
Les forces polonaises dans leur ensemble furent considérées comme la quatrième plus grande armée alliée en Europe, après l'Union soviétique, les États-Unis et le Royaume-Uni.

## Invasion de la Pologne
L'invasion de la Pologne par les forces militaires de l'Allemagne nazie, l'Union soviétique et par un petit contingent slovaque allié de l’Allemagne marqua le début de la Seconde Guerre mondiale en Europe.
Conformément aux termes secrets du protocole additionnel du pacte Molotov-Ribbentrop, l'Allemagne informa l'Union soviétique que ses forces se rapprochaient de la zone d'intérêt soviétique en Pologne et exhorta donc, l'Union soviétique à venir s'installer dans sa zone. Les Soviétiques avaient été pris par surprise par la vitesse de l'avance allemande car ils s'attendaient à avoir plusieurs semaines pour se préparer à une invasion plutôt que quelques jours seulement. Ils promirent de faire mouvement le plus rapidement possible. Le 17 septembre, les Soviétiques envahirent l'est de la Pologne, obligeant le gouvernement polonais et les militaires à abandonner leurs plans pour une défense à long terme dans la région de la tête de pont roumaine. Les dernières unités de l'armée polonaise capitulèrent au début du mois d’octobre.
Conformément à leurs obligations contractuelles, le Royaume-Uni et la France déclarèrent la guerre à l'Allemagne le 3 septembre. Hitler avait parié de manière incorrecte que la France et la Grande-Bretagne lui permettraient d'annexer des parties de la Pologne sans réaction militaire. La campagne commença le 1er septembre 1939, une semaine après la signature du pacte Molotov-Ribbentrop qui contenait un protocole secret pour le partage de l'Europe du Nord et de l'Europe centrale en deux sphères d'influence, une allemande et une soviétique. Elle se termina le 6 octobre 1939, l'Allemagne et l'Union soviétique occupant l'ensemble de la Pologne.
Les unités allemandes et soviétiques participèrent à un défilé militaire à Brest-Litovsk, suivi du défilé commun de la victoire dans les rues de Lwow. Une coopération accrue entre l'Allemagne et les Soviétiques prit la forme d'un échange de prisonniers de guerre polonais. Sur l'ordre de Lavrenti Beria donné à la NKVD le 3 octobre 1939, 46 000 prisonniers polonais détenus dans des camps soviétiques furent échangés contre 44 000 prisonniers de guerre détenus par les Allemands.
Les pertes de l’armée allemande atteignirent environ 16 000 morts au combat, 28 000 blessés, et 3 500 disparus, plus de 200 avions et 30 % de ses véhicules blindés. Les pertes polonaises s’élevèrent à environ 66 000 morts et 694 000 prisonniers. Bien que l'attaque allemande fût un succès, les pertes furent supérieures à celles prévues. Il fut estimé qu'au cours de la campagne de septembre en Pologne, la Wehrmacht utilisa plus du double des munitions utilisées en France au printemps suivant.

## Aide aux Juifs

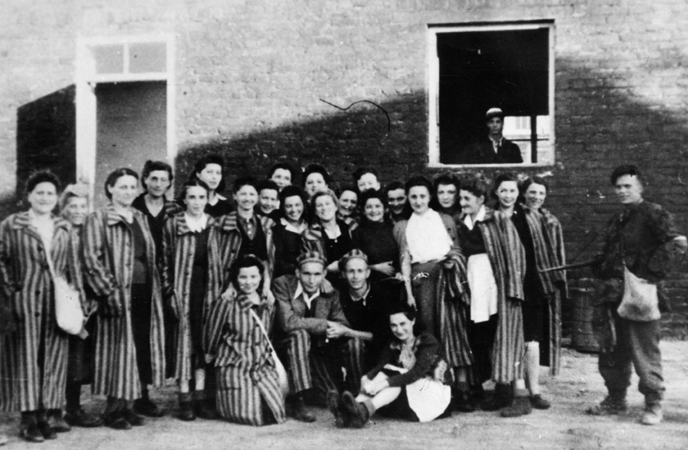
Prisonniers juifs du camp allemand de Gęsiówka libérés par l'armée de l’intérieur lors de l'insurrection de Varsovie en 1944

Il y eut un groupe important de Polonais risquèrent leur vie pendant l'occupation allemande pour sauver des juifs. La Pologne occupée par les Nazis fut le seul territoire où les Allemands décrétèrent que toute aide apportée aux Juifs était punissable de mort (en) pour son auteur et toute sa famille. Cependant, la Pologne fut un cas unique dans les pays occupés par les Allemands car elle abrita la seule organisation qui aida le peuple juif.
Connu sous le nom de Żegota ("Conseil pour l'aide aux Juifs"), l'organisation fournit abris, nourriture, médicaments, argent et faux documents aux Juifs à travers le pays qui pouvaient passer en tant que Polonais et Catholiques. La plupart des fonds de Żegota provenaient directement du gouvernement polonais en exil. Les Polonais à titre individuels, cléricaux et laïcs, offrirent également diverses formes d'aide au peuple juif. Par exemple, la section des enfants de Żegota dirigée par Irena Sendler sauva 2 500 enfants juifs avec la coopération de familles polonaises et de l'orphelinat de Varsovie des Sœurs de la famille de Marie, des couvents catholiques romains tels que celui des petites sœurs servantes de la Sainte Vierge Marie Immaculée Conception.
La plupart des juifs qui survécurent à l'occupation allemande de la Pologne furent sauvés par des Polonais sans rapport avec Żegota. Les estimations des survivants juifs en Pologne vont de 40-50 000 à 100-120 000. Les historiens estiment qu'il a fallu l’intervention de dix Polonais pour sauver la vie d'un Juif.
Parmi les individus récipiendaires de la médaille de Juste parmi les Nations (donnés par l'État d'Israël à des non-Juifs qui sauvèrent des Juifs de l'extermination pendant l'Holocauste), les citoyens polonais furent les plus nombreux. 6 339 hommes et femmes polonais furent reconnus comme «Juste» à ce jour, représentant plus de 25 % du nombre total des 22 765 Justes déjà reconnus.

## Résistance polonaise
La principale force de résistance dans la Pologne occupée fut l'Armia Krajowa (« Armée de l’intérieur », en abrégé « AK »), qui compta quelque 400 000 combattants à son apogée et beaucoup plus de sympathisants. Pendant la majeure partie de la guerre, l’AK fut l'un des trois plus grands mouvements de résistance de la guerre.[b] L'AK coordonna ses opérations avec le gouvernement polonais en exil à Londres et son activité se concentra sur le sabotage, la diversion et la collecte de renseignements. Son activité de combat resta faible jusqu'en 1943,, l'AK évitait une guerre suicidaire et conservait ses ressources très limitées pour les combats ultérieurs qui augmentèrent fortement lorsque la machine de guerre nazie commença à s'effondrer à la suite des succès de l'Armée rouge sur le Front de l'Est. Ensuite, l'AK initia un soulèvement national (Opération Tempête) contre les forces nazies. Avant cela, les unités de l'AK menèrent des milliers de raids, d’opérations de renseignement, plastiquèrent des centaines de trains, participèrent à de nombreux affrontements et combats contre la police allemande et des unités de Wehrmacht. Elle mena des dizaines de milliers d'actes de sabotage contre l'industrie allemande L’AK mena également des opérations «punitives» pour assassiner des dirigeants de la Gestapo responsables de la terreur nazie. À partir de 1941, après l'attaque allemande contre l'URSS, l'AK aida l'effort de guerre de l'Union soviétique en sabotant l'avance allemande vers le territoire soviétique et fournit des informations sur le déploiement et les mouvements des forces allemandes. Après 1943, son activité de combat direct augmenta fortement. Les pertes allemandes dues aux partisans polonais furent en moyenne de 850 à 1 700 par mois au début de 1944 à comparer à aux 250 à 320 hommes perdus mensuellement en 1942.

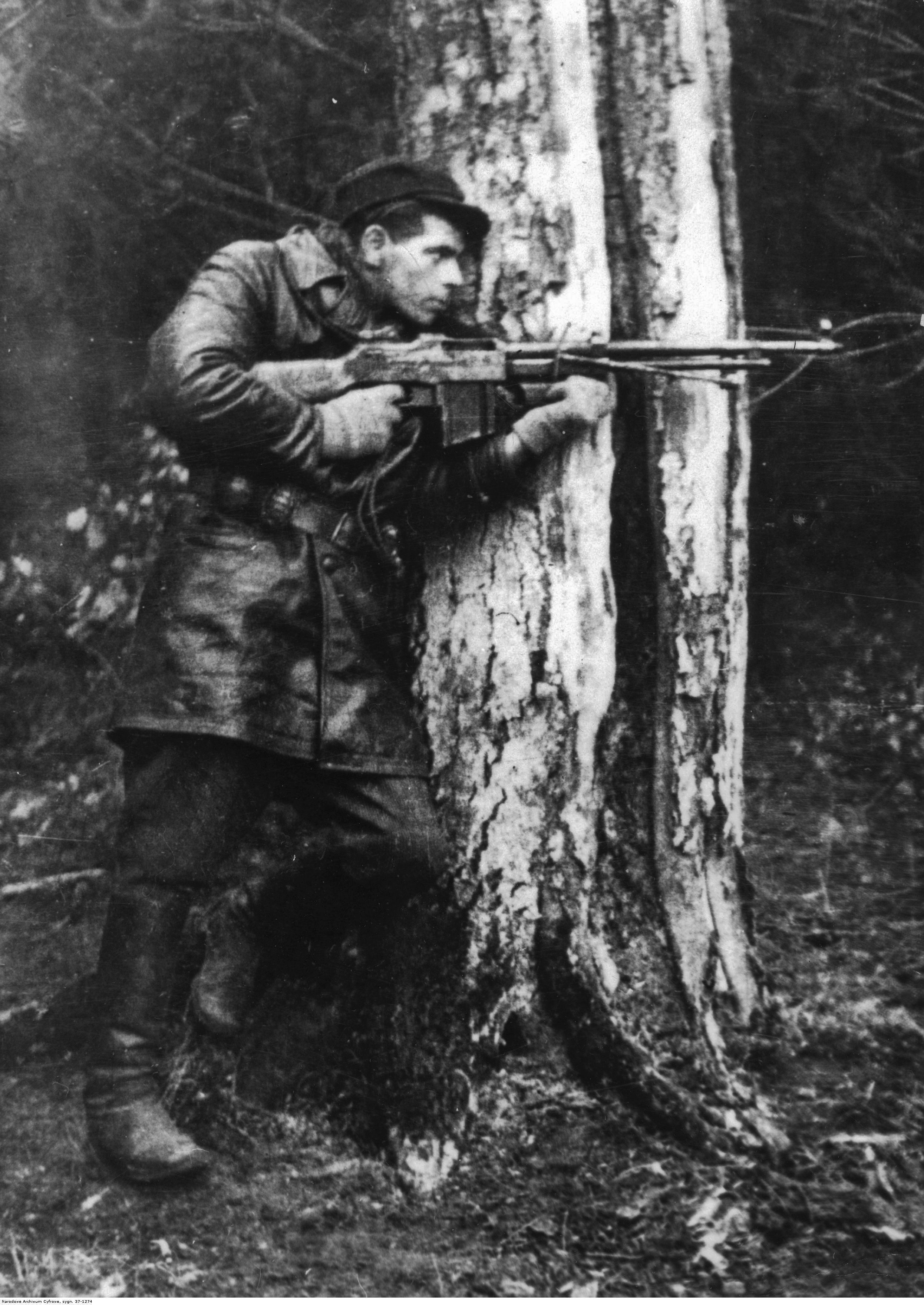
Partisan dans la forêt polonaise de Zdzisław de Ville "Zdzich", membre de l'AK Jędrusie avec un Browning wz.1928.

En plus de l'Armée de l’intérieur, il y avait une force de résistance ultra-nationaliste clandestine appelée Narodowe Siły Zbrojne (NSZ ou "Forces armées nationales"), qui était férocement anticommuniste. Elle participa à la lutte contre les unités allemandes, remportant de nombreuses escarmouches. À partir de 1943, certaines unités participèrent à la lutte contre la Gwardia Ludowa, un mouvement de résistance communiste. À partir de 1944, l'Armée rouge progressant fut également considérée comme une force d'occupation étrangère, provoquant des escarmouches avec les Soviétiques ainsi qu’avec des partisans soutenus par les Soviétiques. Dans la dernière partie de la guerre, lorsque les partisans soviétiques commencèrent à attaquer les partisans, les sympathisants et les civils polonais, toutes les formations polonaises non communistes furent (de plus en plus) impliquées dans des actions contre les Soviétiques.
L'Armia Ludowa, une force de combat pro-soviétique, était un autre groupe de résistance qui n'était pas apparenté au gouvernement polonais en exil, mais plutôt alliée à l'Union soviétique. En juillet 1944, elle incorpora une organisation similaire, la Gwardia Ludowa, et comptait environ 6 000 soldats (bien que les estimations varient).
Il y eut aussi des groupes de résistance séparés organisés par des juifs polonais: le mouvement de droite Żydowski Zwizzek Walki ("Union de combat juive") (ŻZW) et celui d’obédience soviétique Żydowska Organizacja Bojowa, (Organisation de combat juive) (ZOB). Ces organisations coopérèrent peu les unes avec les autres et leurs relations avec la résistance polonaise varièrent entre la coopération occasionnelle (principalement entre ZZW et AK) aux affrontements armés (principalement entre ŻOB et NZS).
D'autres organisations de résistance polonaises notables comprenaient le Bataliony Chłopskie (BCh), une organisation essentiellement paysanne alliée à l'AK. À son apogée, le BCh comprenait 115543 membres (en 1944, avec le LSB et le PKB-garde de l’AK, les forces totales estimées s’élevaient à 150 250 hommes, estimation non confirmé). D'autre part, le rôle de la police polonaise («Granatowa Policja») dans le gouvernement général (Generalna Gubernia), une force semi-étatique sous le contrôle total de l'Allemagne reste une question discutable. Il y eut une certaine coopération entre la police polonaise et les Nazis dans la persécution de la communauté juive, alors que certains agents soutenaient secrètement le mouvement de résistance clandestin.
Tout au long de la guerre, l'État allemand fut contraint de détourner une partie substantielle de ses forces militaires pour garder le contrôle de la Pologne:

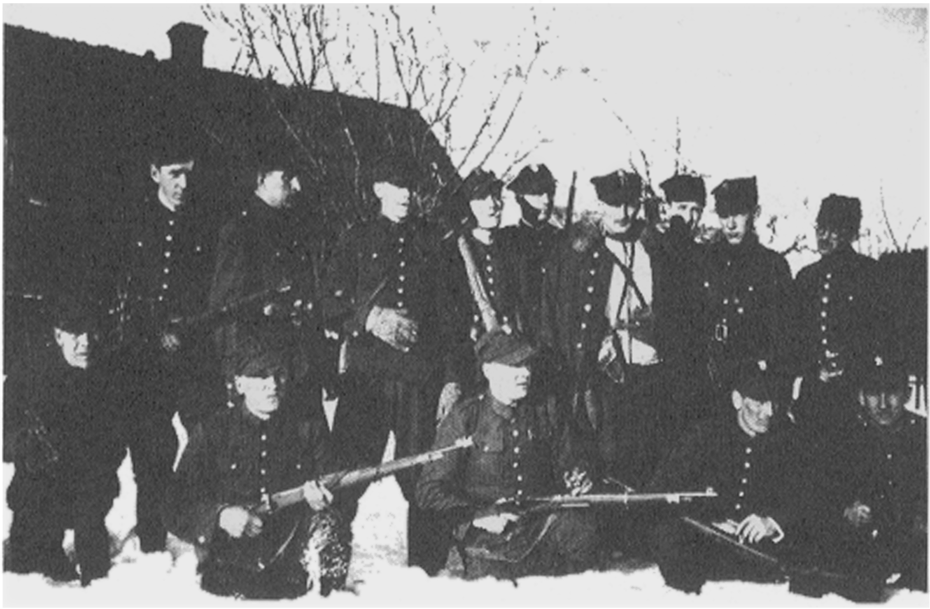
Henryk Dobrzański "Hubal", premier partisan de la Seconde Guerre mondiale et son unité de partisans - Hiver 1940.

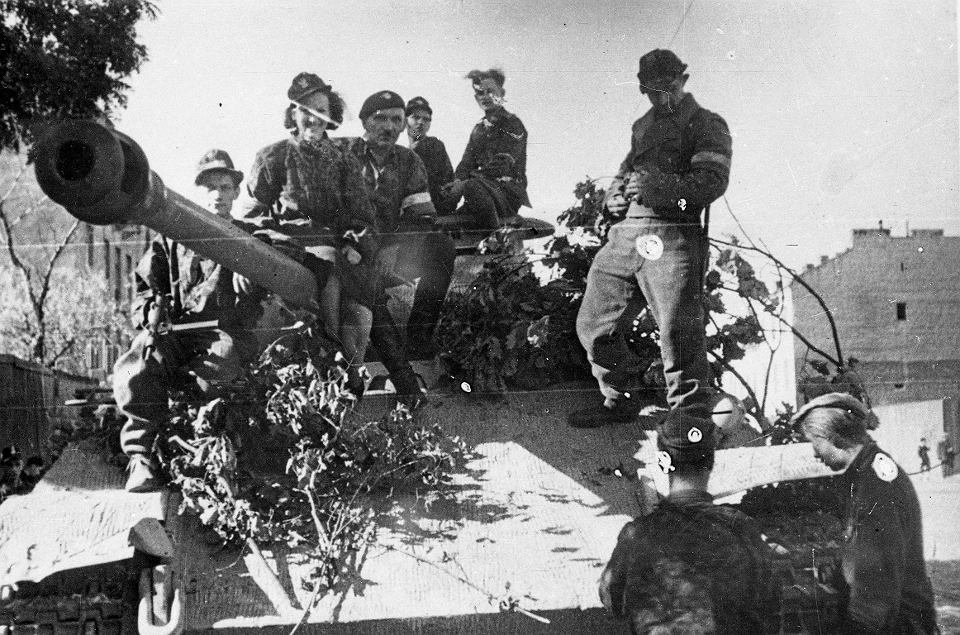
Char Panther allemand capturé - peloton blindé du bataillon Zośka sous le commandement de Wacław Micuta.

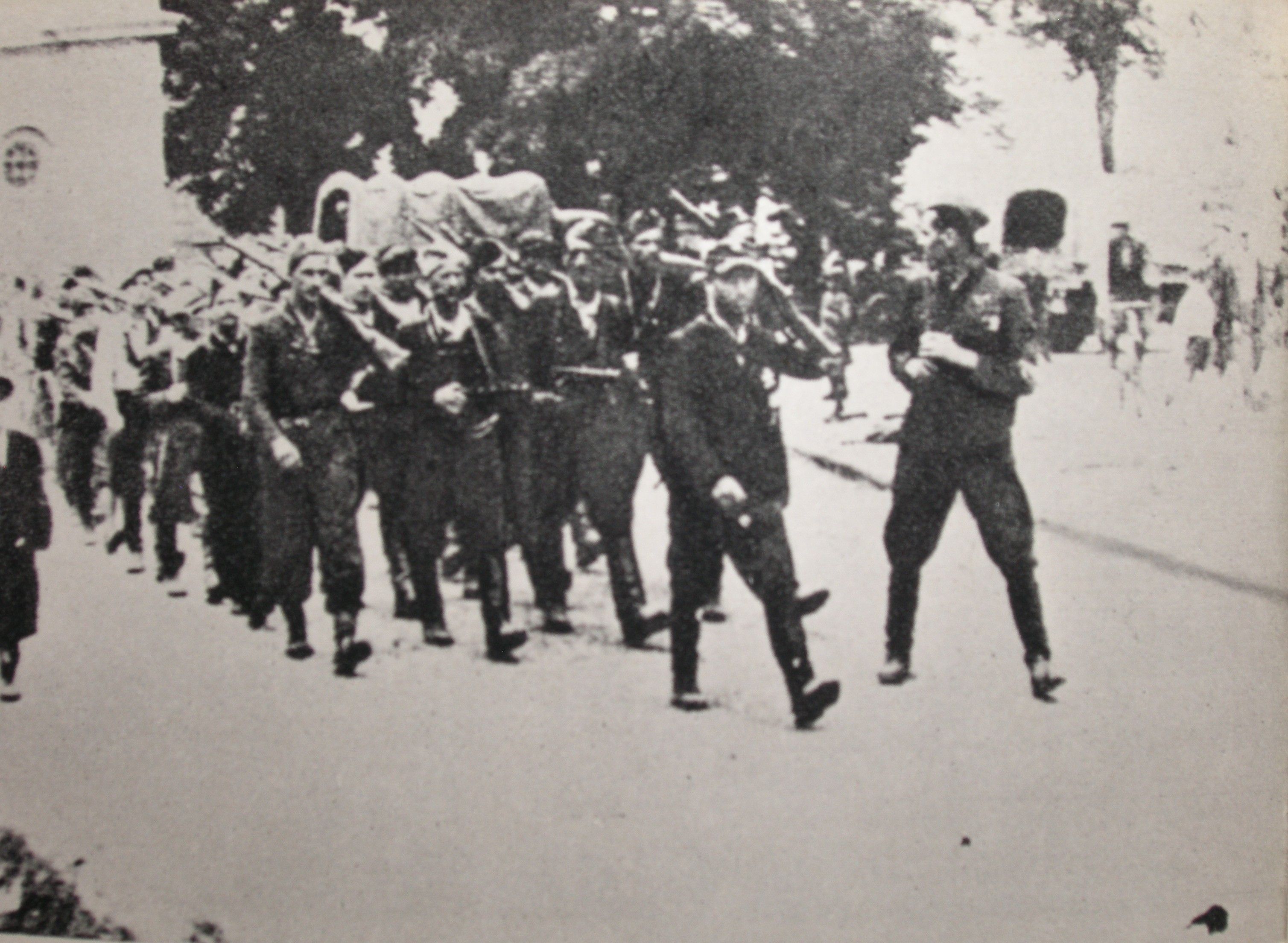
Membres de AK "Wiklina" entrant dans Zamość en 1944.

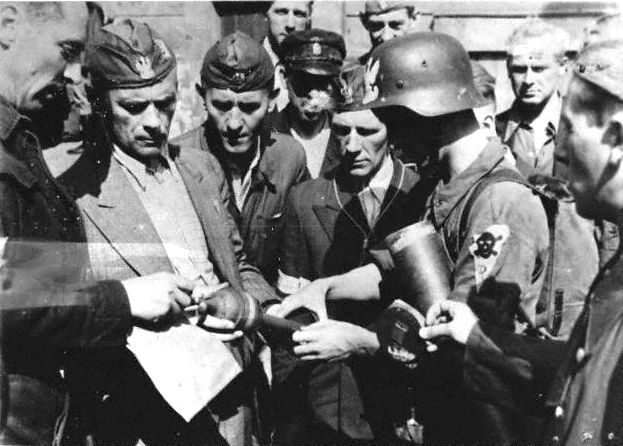
Cyprian Odorkiewicz, commandant du régiment Krybar (deuxième à partir de la gauche) inspectant les munitions pour l'arme antichar PIAT appartenant à l'unité "Rafałki" lors de l'insurrection de Varsovie de 1944.

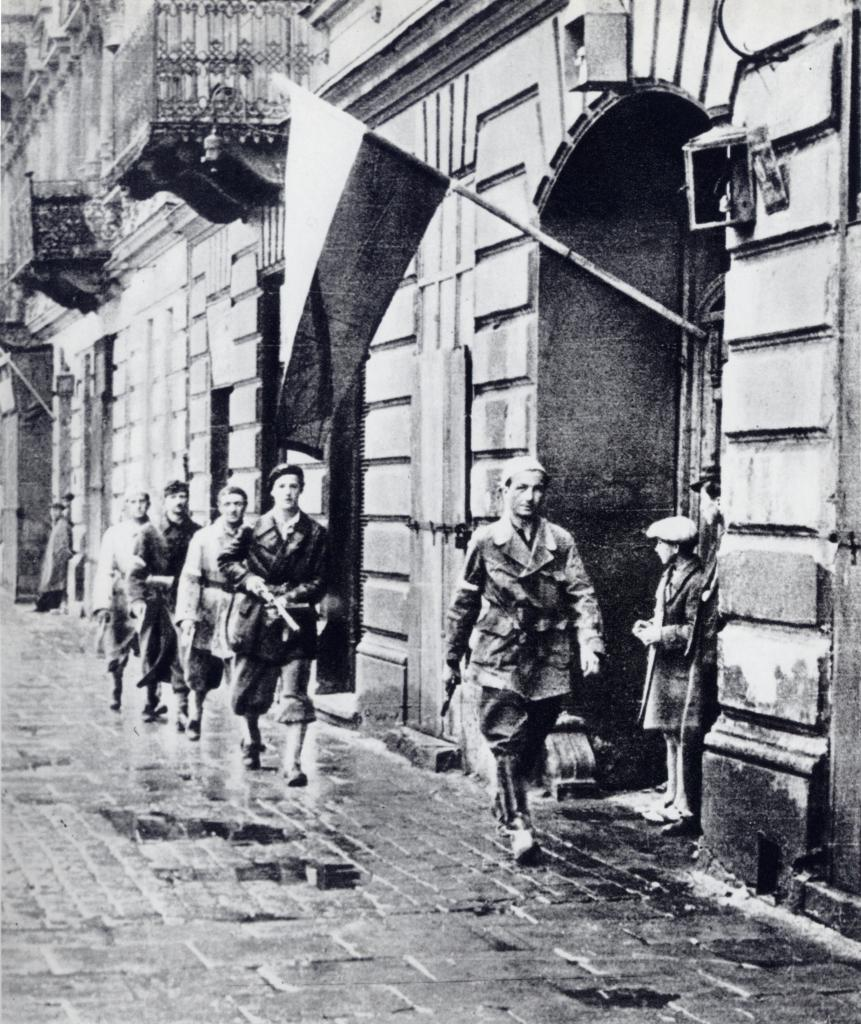
Insurrection de Varsovie en 1944 - Patrouille du lieutenant Stanisław Jankowski ("Agaton") du bataillon Pięść, le 1er août 1944 à l‘heure W" (17:00)

| Période        | Wehrmacht                                  | Police et SS (Forces allemandes seulement) | Total     |
| -------------- | ------------------------------------------ | ------------------------------------------ | --------- |
| Octobre 1939   | 550 000                                    | 80 000                                     | 630 000   |
| April 1940     | 400 000                                    | 70 000                                     | 470 000   |
| Juin 1941      | 2 000 000 (Invasion de l'Union soviétique) | 50 000                                     | 2 050 000 |
| Février 1942   | 300 000                                    | 50 000                                     | 350 000   |
| Avril 1943     | 450 000                                    | 60 000                                     | 510 000   |
| Novembre 1943  | 550 000                                    | 70 000                                     | 620 000   |
| Avril 1944     | 500 000                                    | 70 000                                     | 570 000   |
| Septembre 1944 | 1 000 000                                  | 80 000                                     | 1 080 000 |

| Type d'action                                                  | Nombre total d’actions |
| -------------------------------------------------------------- | ---------------------- |
| Locomotives endommagées                                        | 6 930                  |
| Réparation différée de locomotives                             | 803                    |
| Transport déraillés                                            | 732                    |
| Transports en feu                                              | 443                    |
| Wagons de chemin de fer endommagés                             | 19 058                 |
| Ponts ferroviaires soufflés                                    | 38                     |
| Interruption de la fourniture électrique du réseau de Varsovie | 638                    |
| Véhicules militaires endommagés ou détruits                    | 4 326                  |
| Avions endommagés                                              | 28                     |
| Réservoirs de carburant détruits                               | 1 167                  |
| Carburant détruit (en tonnes)                                  | 4 674                  |
| Puits de pétrole bloqués                                       | 5                      |
| Wagons de laine de bois détruits                               | 150                    |
| Magasins militaires incendiés                                  | 130                    |
| Perturbations de production dans les usines                    | 7                      |
| Moteurs d'avion sabotés                                        | 4 710                  |
| Canons sabotés                                                 | 203                    |
| Projectiles d'artillerie sabotés                               | 92 000                 |
| Stations de radio aérienne sabotées                            | 107                    |
| Condenseurs sabotés                                            | 70 000                 |
| Tours (industriels) sabotés                                    | 1 700                  |
| Machines d'usines importantes sabotés                          | 2 872                  |
| Divers actes de sabotage effectués                             | 25 145                 |
| Assassinats prévus d’Allemands                                 | 5 733                  |

## Renseignement

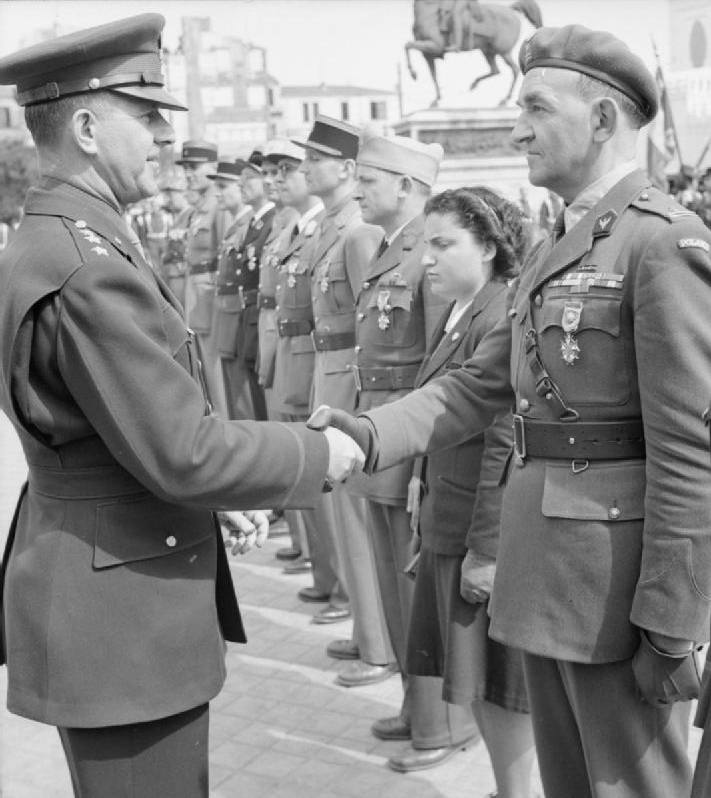
Le général Jacob Devers avec le major Mieczysław Słowikowski, lui attribuant la légion du mérite pour ses précieuses contributions à la campagne alliée d’Afrique du Nord.

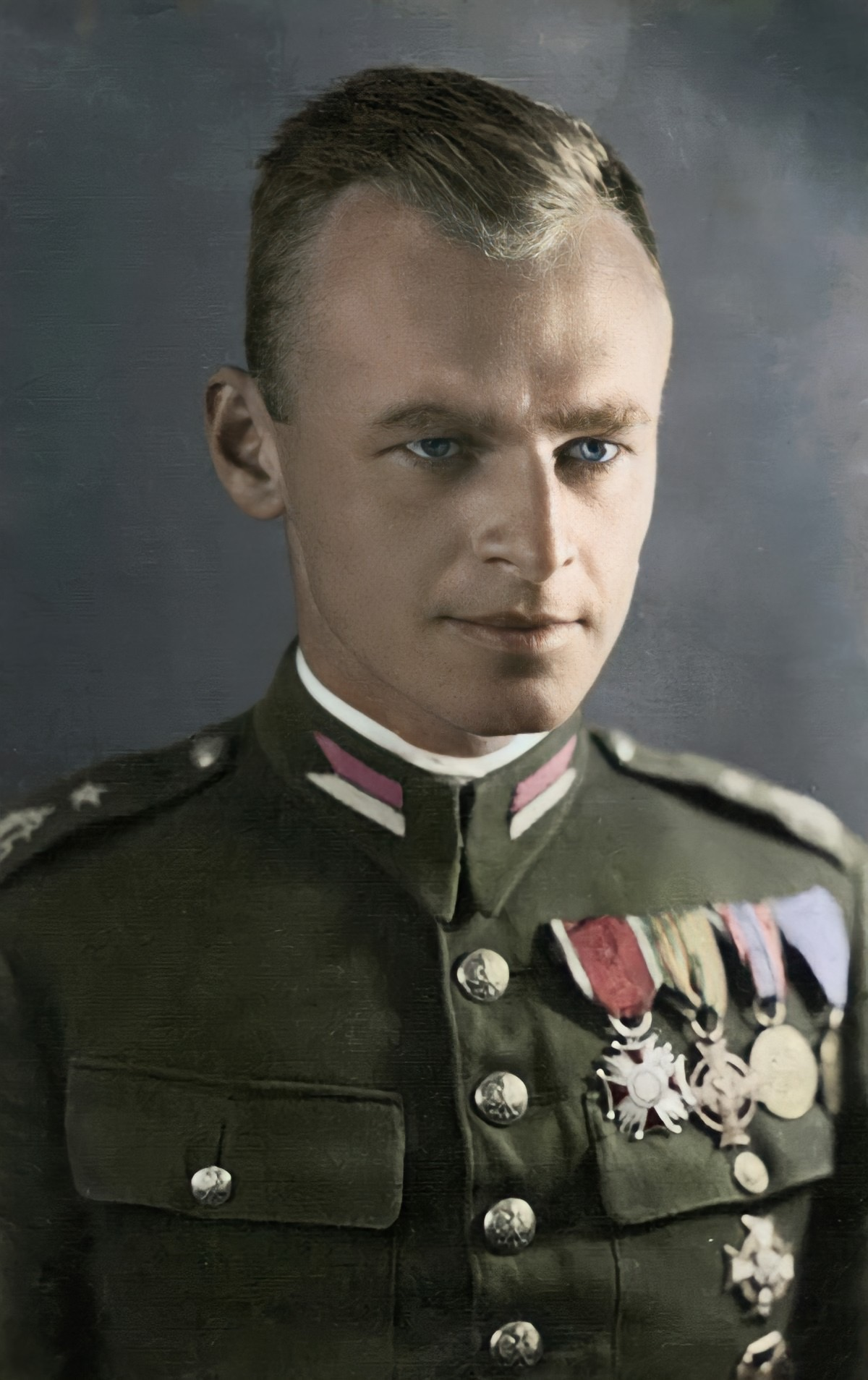
Witold Pilecki, officier de l'Armée polonaise et agent de renseignement pendant la Seconde Guerre mondiale, auteur du rapport de Witold, le premier rapport exhaustif du renseignement allié sur le camp de concentration d'Auschwitz et sur l'Holocauste.

Durant plus de six ans et demi, de fin décembre 1932 jusqu'au début de la Seconde Guerre mondiale, trois mathématiciens cryptologues (Marian Rejewski, Henryk Zygalski et Jerzy Różycki) du bureau de chiffrement de l'état-major polonais à Varsovie développèrent des techniques et des dispositifs, y compris la méthode du « grill », l’ « horloge » de Różycki, le « cyclomètre » de Rejewski et le « catalogue de cartes », les « feuilles perforées » de Zygalski et la « bombe cryptologique » de Rejewski (en polonais, « bomba », précurseur de la "Bombe" britannique, nommé d'après son prédécesseur polonais), pour faciliter le décryptage des messages produits par la machine de chiffrage allemande Enigma. Seulement cinq semaines avant le début de la Seconde Guerre mondiale, le 25 juillet 1939, près de Pyry, dans les bois de Kabaty (en), au sud de Varsovie, la Pologne révéla ses réalisations à la France et au Royaume-Uni qui, jusqu'à ce moment-là, avaient échoué dans leurs efforts pour casser le chiffre militaire allemand Enigma.
Si la Pologne n'avait pas partagé ses résultats de déchiffrement d’Enigma à Pyry, le Royaume-Uni n'aurait pas pu lire les chiffres d'Enigma. Le renseignement tiré de cette source, nom de code Ultra, fut extrêmement précieux pour la poursuite alliée de la guerre. Alors que l'influence précise d’Ultra sur son cours reste un sujet de débat, Ultra modifia indubitablement le cours de la guerre.

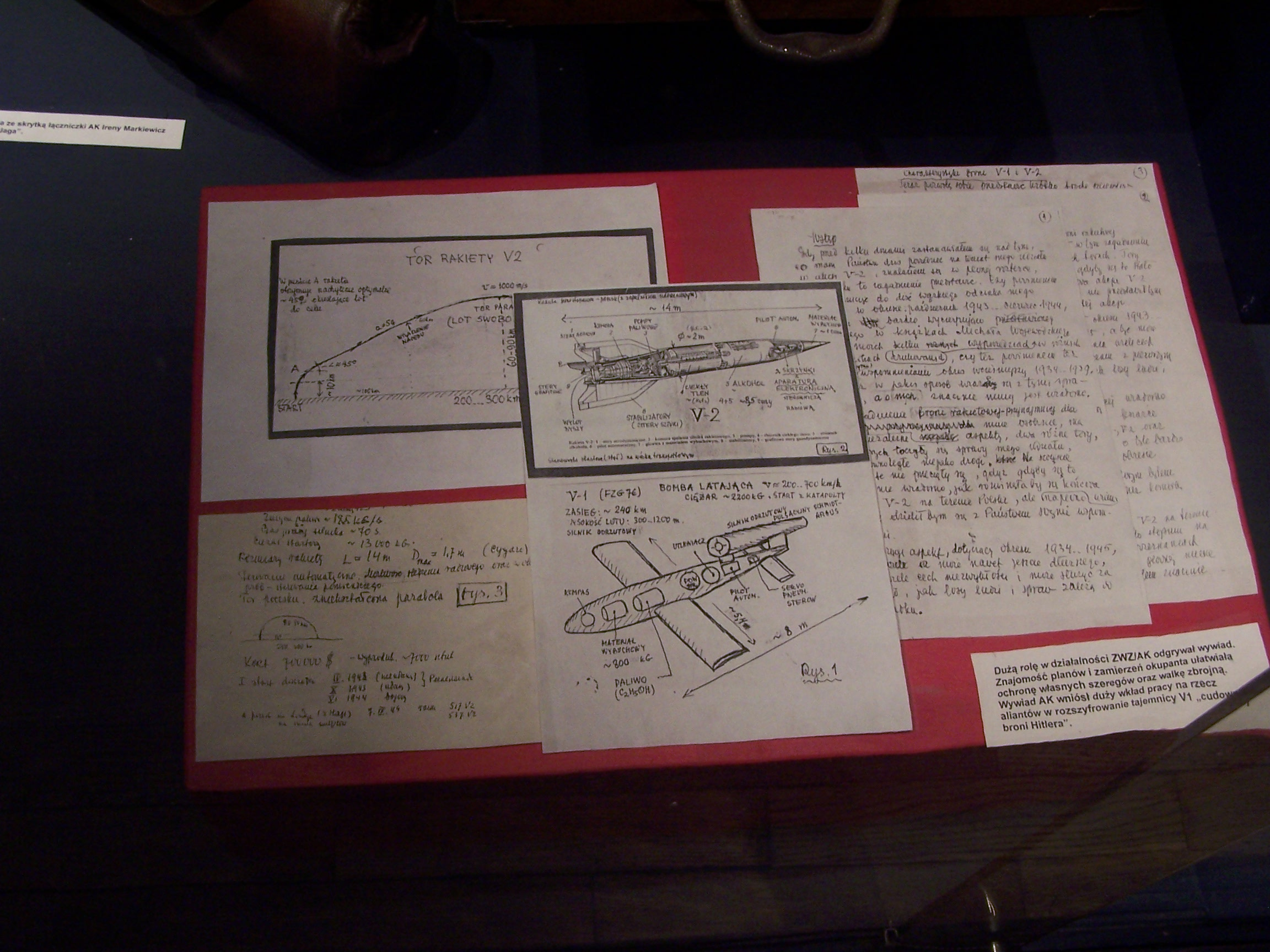
Rapport des renseignements de l'armée de l’intérieur avec des dessins schématiques des V1 et V2.

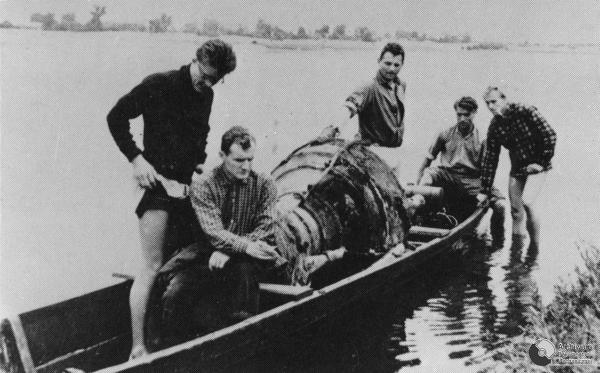
L'Armée de l’intérieur récupérant un V-2 dans la rivière Bug.

Le renseignement produit par l’armée polonaise de l'Armée de l’intérieur (Armia Krajowa, AK) fut vitale pour localiser et détruire (18 août 1943) l'installation d’essai et de production de fusées allemandes à Peenemünde et pour recueillir des informations sur la bombe volante V-1 et la fusée V-2. L'Armée de l’intérieur livra au Royaume-Uni des pièces clés du V-2 après qu'une fusée, tirée le 30 mai 1944, se fut écrasée près d'une installation d'essai allemande à Sarnaki sur la rivière Boug et fut récupérée par l'Armée de l’intérieur. Dans la nuit du 25 au 26 juillet 1944, les pièces cruciales furent transportées de la Pologne occupée au Royaume-Uni dans un avion de la RAF, ainsi que des plans détaillés de pièces trop volumineuses pour pouvoir être chargées dans l'avion (voir L'Armia Krajowa et les V-1 et V-2). L'analyse de la fusée allemande fut essentielle pour améliorer les défenses alliée contre les V-2 (voir Opération Most III).
En juillet 1941, Mieczysław Słowikowski (utilisant le nom de code "Rygor" – rigueur en polonais) mit en place l’"Agence Afrique", l'un des organismes de renseignement les plus performants de la Seconde Guerre mondiale. Ses alliés polonais dans ces efforts comprenaient le lieutenant-colonel Gwido Langer et le major Maksymilian Ciężki. Les informations recueillies par l'Agence furent utilisées par les Américains et les Britanniques dans la planification du débarquement de l'opération amphibie Torch en novembre 1942 en Afrique du Nord. C'étaient les premiers débarquements alliés à grande échelle de la guerre et leur succès ouvrit la voie à la campagne italienne des Alliés.
Le renseignement polonais fonctionna dans tous les pays européens et fut l'un des plus grands réseaux de renseignement dans l'Allemagne nazie. Beaucoup de Polonais servirent également dans d'autres services de renseignement alliés, dont le célèbre Krystyna Skarbek ("Christine Granville") au sein du SOE britannique. De tous les rapports reçus par les services secrets britanniques d'Europe continentale de 1939 à 1945, 43 % provenaient de sources polonaises. Jusqu'en 1942, la plupart des renseignements britanniques provenant d'Allemagne proviennent des rapports polonais de l'Armée de l’intérieur. Jusqu'à la fin de la guerre, l'AK restera la principale source de renseignement britannique d'Europe centrale et orientale. Les services de renseignement de l’AK fournirent de l'information aux Alliés non seulement sur la bombe volante V-1 et la fusée V-2, mais aussi sur les camps de concentration allemands. Dès 1940, les agents polonais (dont Witold Pilecki) pénétrèrent dans les camps de concentration allemands, y compris Auschwitz, et informèrent le monde des atrocités nazies. Jan Karski fut un autre combattant important de la résistance polonaise qui informa au gouvernement polonais en exil et aux alliés occidentaux de la situation en Pologne occupée, en particulier de la destruction du ghetto de Varsovie et des camps d'extermination secrets nazis.

## Forces polonaises (à l’Ouest)

### Armée de terre
Après la défaite du pays dans la campagne de 1939, le gouvernement polonais en exil organisa rapidement en France une nouvelle armée d'environ 75 000 hommes. En 1940, une Brigade des Highlands polonaise participa à la bataille de Narvik, et deux divisions polonaises (Première division de grenadiers et Seconde division d'infanterie) participèrent à la défense de la France alors qu'une brigade motorisée polonaise et deux divisions d'infanterie étaient en cours de formation. Une brigade indépendante de chasseurs des Carpates fut formée en Syrie mandataire française, à laquelle participèrent de nombreuses troupes polonaises échappées via la Roumanie. L'armée de l'air polonaise en France avait 86 avions avec un escadron et demi pleinement opérationnels, et les deux et demi autres à différents stades de formation.
À la chute de la France, environ 6 000 polonais étaient morts dans les combats et environ 13 000 avaient été internés en Suisse. Néanmoins, environ 19 000 polonais, dont environ 25 % étaient des équipages, furent évacués de France, la plupart avec d’autres troupes transportées de l'ouest de la France vers le Royaume-Uni. En 1941, à la suite d'un accord entre le gouvernement polonais en exil et Joseph Staline, les Soviétiques relâchèrent des citoyens polonais, à partir desquels fut formée une armée de 75 000 hommes en URSS sous le commandement du général Władysław Anders. Sans soutien des Soviétiques pour former, équiper et ou entretenir cette armée, le gouvernement polonais en exil suivit le conseil d'Anders pour transférer quelque 80 000 soldats (et environ 20 000 civils), en mars et août 1942, à travers la mer Caspienne et l'Iran permettant aux divisions soviétiques qui occupaient l’Iran d’être libérées pour le combat. Au Moyen-Orient, cette « Armée d'Anders » rejoignit la 8e Armée britannique, où elle forma le IIe Corps polonais.

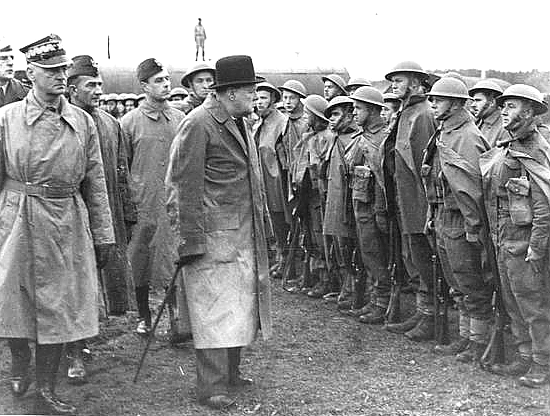
Le Premier ministre britannique Winston Churchill passant en revue les troupes polonaises en Angleterre, en 1943.

Les forces armées polonaises de l'Ouest se battirent sous le commandement britannique et comptèrent 195 000 hommes en mars 1944 et 165 000 à la fin de cette année, dont environ 20 000 personnes dans l'armée de l'air polonaise et 3 000 dans la marine polonaise. À la fin de la Seconde Guerre mondiale, les forces armées polonaises à l'Ouest comptent 195 000 hommes et, en juillet 1945, elles augmentèrent pour atteindre 228 000 soldats, la plupart des nouveaux arrivants étant des prisonniers de guerre libérés et d’ex-détenus de camps de travail.

### Armée de l’air
La Force aérienne polonaise combattit d'abord lors de l'invasion de Pologne en 1939. En grande partie dépassé en nombre et avec ses chasseurs dépassés en qualité par des chasseurs allemands, elle resta active jusqu'à la deuxième semaine de la campagne, infligeant des dégâts importants à la Luftwaffe. La Luftwaffe perdit, toutes causes opérationnelles confondues, 285 avions, plus 279 endommagés, tandis que les Polonais perdirent 333 avions.
Après la chute de la Pologne, de nombreux pilotes polonais s’échappèrent en France via la Hongrie. L'armée de l'air polonaise combattit dans la bataille de France avec un escadrille de chasse (GC 1/145), et avec plusieurs petites unités détachées dans les escadrilles française. Elle effectua de nombreux vols de défense de l'industrie (au total, 133 pilotes, qui connurent 53 à 57 victoires pour la perte de 8 hommes au combat, ce qui représentait 7,93 % des victoires alliées).
Plus tard, des pilotes polonais combattirent dans la bataille d'Angleterre, où la 303e escadrille de chasse polonaise revendiquèrent le plus grand nombre de victoires que n'importe quelle escadrile alliée. Dès le début de la guerre, la Royal Air Force (RAF) avait accueilli les pilotes étrangers pour compléter le contingent de pilotes britanniques. Le 11 juin 1940, le gouvernement polonais en exil signa un accord avec le gouvernement britannique pour former une armée polonaise et une force aérienne polonaise au Royaume-Uni. Les deux premiers escadrilles de chasse polonais entrèrent en action en août 1940. Quatre escadrilles polonais finalement prirent part à la bataille d'Angleterre (300e (en) et 301e escadrille de bombardement polonaise (en), 302e et 303e escadrille de chasse polonaise), avec 89 pilotes polonais. Avec plus de 50 Polonais qui se battent dans les escadrilles britanniques, 145 pilotes polonais défendirent le ciel britannique. Les pilotes polonais furent parmi les plus expérimentés durant la bataille, la plupart d'entre eux ayant déjà combattu dans la campagne de Pologne en septembre 1939 et la bataille de France en 1940. En outre, la Pologne d'avant-guerre avait établi un niveau de formation au pilotage très élevé. Le 303e escadrille, nommé d'après le héros polono-américain, le général Tadeusz Kościuszko, revendiqua le plus grand nombre de victoires (126) de tous les escadrilles de chasse engagées dans la bataille d'Angleterre, même s'il n'a fait que rejoindre le combat le 30 août 1940 Ces pilotes polonais, ne constituant que 5 % des pilotes actifs pendant la bataille d'Angleterre, furent responsables de 12 % du total des victoires durant la bataille.
En 1943, l'armée de l'air polonaise combattit également en Tunisie avec l'équipe de chasse polonaise (surnommée le "Cirque de Skalski"). Elle lança des raids sur l'Allemagne de 1940 à 45. Dans la deuxième moitié de 1941 et au début de 1942, les escadrilles polonaises de bombardiers formèrent un sixième des forces disponibles du Bomber Command de la RAF, mais plus tard, ils subirent de lourdes pertes, avec peu de possibilités de réapprovisionnement.
Les pertes d'équipage polonais qui servaient pour le Bomber Command de 1940 à 1945 s’élevèrent à 929 morts. En fin de compte, huit escadrilles de chasse polonaises furent formés au sein de la RAF. Ils revendiquèrent 629 avions de l’Axe détruits en mai 1945. À la fin de la guerre, environ 19 400 Polonais servaient dans la RAF.

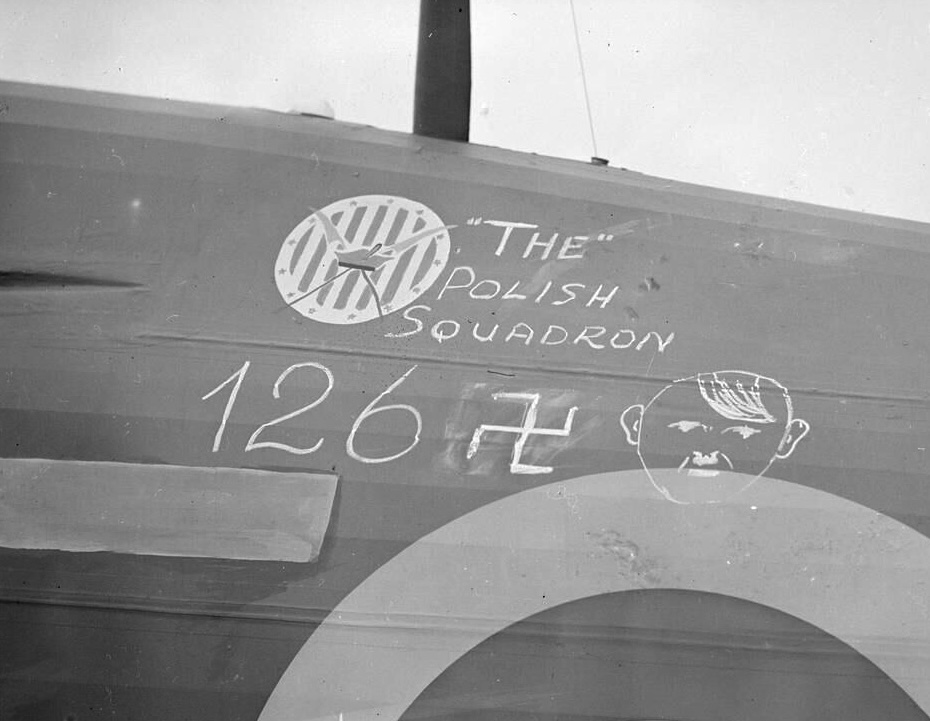
126 avions allemands abattus par la escadrille de chasse pendant la bataille d'Angleterre. Peint sur un Hurricane.

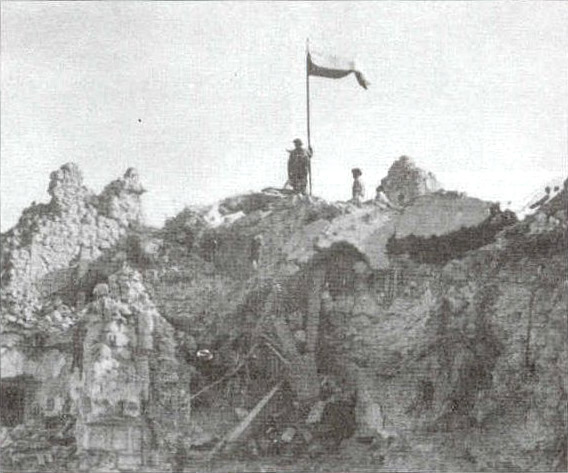
Drapeau polonais flottant sur les ruines du monastère de Monte-Cassino conquis, en mai 1944.

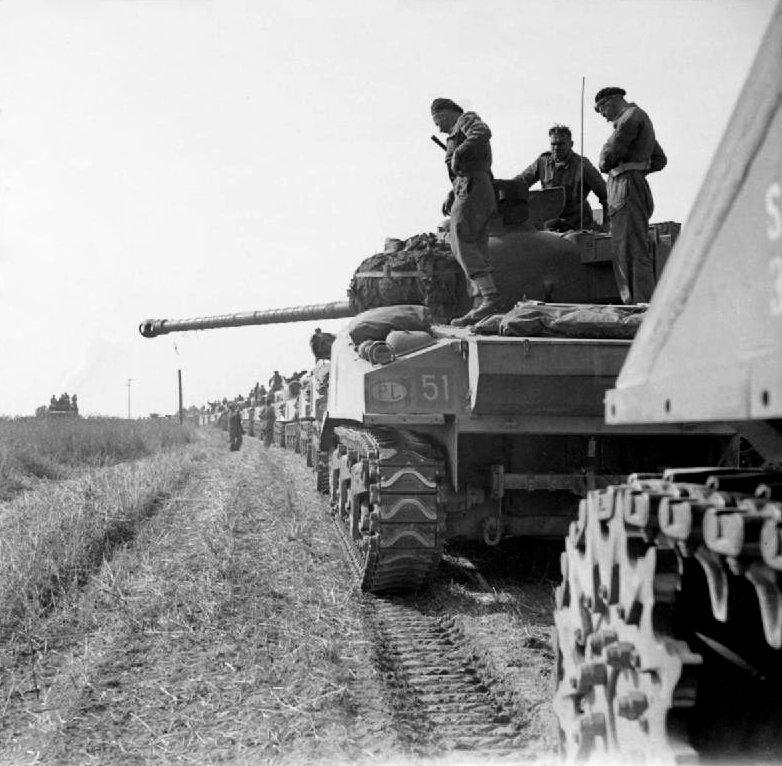
La 1re division blindée polonaise en Normandie, en 1944.

Escadrilles polonaises au Royaume-Uni:
- 300e escadrille de bombardement polonaise (en) "Masovia" (Ziemi Mazowieckiej)
- 301e escadrille de bombardement polonaise (en) "Pomerania" (Ziemi Pomorskiej)
- 302e escadrille de chasse polonaise "Ville de Poznań" (Poznański)
- 303e escadrille de chasse polonaise "Kościuszko" (Warszawski imienia Tadeusza Kościuszki)
- 304e escadrille de bombardement polonaise (en) "Silésie" (Ziemi Śląskiej imienia Ksiecia Józefa Poniatowskiego)
- 305e escadrille de bombardement polonaise (en) "Grande Pologne" (Ziemi Wielkopolskiej imienia Marszałka Józefa Piłsudskiego)
- 306e escadrille de chasse polonaise "Ville de Toruń" (Toruński)
- 307e escadrille de chasse polonaise "Ville de Lwów" (Lwowskich Puchaczy)
- 308e escadrille de chasse polonaise "Ville de Cracovie" (Krakowski)
- 309e escadrille de chasse/reconnaissance polonaise "Czerwien" (Ziemi Czerwieńskiej)
- 315e escadrille de chasse polonaise "Ville de Dęblin" (Dębliński)
- 316e escadrille de chasse polonaise "Ville de Warsaw" (Warszawski)
- 317e escadrille de chasse polonaise "Ville de Wilno" (Wileński)
- 318e escadrille de chasse/reconnaissance polonaise "Ville de Gdansk" (Gdański), volant à l'appui d'unités d'artillerie polonaises
- Polish Fighting Team (Cirque de Skalski) – rattaché à l’escadrille N°145 de la RAF
- 138e escadrille de service spécial polonais "C"
- 1586e vol de service spécial polonais (en)

|            | 1940      | 1941 | 1942 | 1943 | 1944 | 1945 | total    |
| Détruits   | 266 1/6   | 202  | 90   | 114¾ | 103  | 38½  | 769 5/12 |
| Probable   | 38        | 52   | 36   | 42   | 10   | 2    | 177      |
| Endommagés | 43⅔ + 3/5 | 60½  | 43   | 66   | 27   | 18   | 252 1/6  |

### Marine
Après l'invasion de la Pologne, trois destroyers, représentant la plus grande part des navires de surface de la marine polonaise, avaient été mis en sécurité au Royaume-Uni (Opération Pékin). Ils combattirent aux côtés de la Royal Navy. À diverses étapes de la guerre, la marine polonaise était constituée de deux croiseurs et d’un grand nombre de navires plus petits. La marine polonaise reçut un certain nombre de navires et de sous-marins britanniques qui, autrement, n'auraient pas été utilisés en raison du manque d'équipes britanniques formées. La marine polonaise combattit avec honneur aux côtés des autres marines alliées dans de nombreuses opérations importantes et réussies, dont celles menées contre le cuirassé allemand, Bismarck. Pendant la guerre, la marine polonaise, qui comprenait 27 navires (2 croiseurs, 9 destroyers, 5 sous-marins et 11 torpilleurs), navigua au total 1,2 million de milles marins, escorta 787 convois, mena 1162 patrouilles et opérations de combat, coula 12 navires ennemis (dont 5 sous-marins) et 41 navires marchands et en endommagea 24 autres (dont 8 sous-marins) et abattit 20 avions. 450 marins sur les plus de 4 000 personnes qui servirent dans la Marine périrent au combat,.
- Croiseurs :

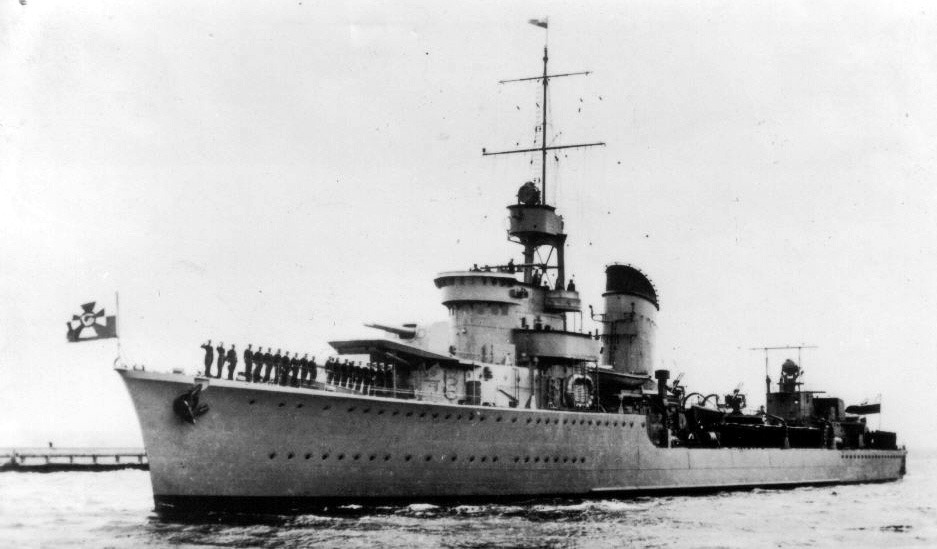
ORP Grom, un destroyer de la marine polonaise

  - ORP Dragon (classe Danae britannique)
  - ORP Conrad (classe Danae britannique)
- Destroyers :
  - ORP Wicher - Gale (classe Wicher), coulé en septembre 1939
  - ORP Burza - Storm (classe de Wicher)
  - ORP Grom - Thunder (classe Grom), coulé 1940
  - ORP Błyskawica - Lightning (classe Grom)
  - ORP Garland (classe G britannique)
  - ORP Orkan (destroyer britannique de la classe M, HMS Myrmidion), coulé 1943
  - ORP Ouragan, parfois appelé Huragan-Hurricane (classe Bourrasque française)
  - ORP Piorun - Thunderbolt (classe N britannique)
- Destroyers d'escorte :
  - ORP Krakowiak - Cracovie (classe Hunt britannique), 1941-1946
  - ORP Kujawiak - Kujawian (classe Hunt britannique)
  - ORP Ślązak - Silesian (classe Hunt britannique)
- Sous-marins :
  - ORP Orzeł - Eagle (classe Orzeł), perdu en 1940
  - ORP Sęp - Vulture (classe Orzeł), interné en Suède
  - ORP Jastrząb - Hawk (classe S britannique)
  - ORP Wilk - Wolf (classe Wilk), en réserve en 1942
  - ORP Ryś - Lynx (classe Wilk), interné en Suède
  - ORP Żbik - Wildcat (classe Wilk), interné en Suède
  - ORP Dzik - Boar (classe U britannique), 1942-1946
  - ORP Sokół - Falcon (classe U britannique), 1941-1945
- Mouilleur de mines lourd :
  - ORP Gryf – Griffin, coulé en 1939
- Mouilleurs de mines légers ("ptaszki" - "Oiseaux")::
  - ORP Jaskółka - Swallow, coulé en 1939
  - ORP Mewa - Mouette
  - ORP Rybitwa - Tern
  - ORP Czajka - Lapwing
  - ORP Żuraw (en) - Crane
  - ORP Czapla - Heron
- Flotte de rivière polonaise

Cette liste ne comprend pas un certain nombre de navires mineurs, de transports, de navires auxiliaires marchands et de bateaux de patrouille. La marine marchande polonaise contribua pour environ 137 000 tonneaux à l'expédition alliée. Perdant 18 navires (d’une capacité de 76 000 tonneaux) et plus de 200 marins pendant la guerre.

## Forces polonaises (à l’Est)

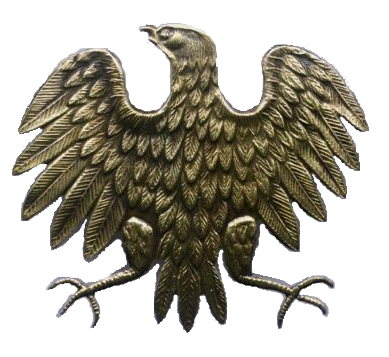
L’aigle "Piast" (spécimen 43) porté par les soldats de la 1ère Division d'infanterie polonaise Tadeusz Kościuszko des Forces armées polonaises de l'Est.

D'une manière générale, il y avait deux formations composant les forces armées polonaises à l'Est. D'abord, l'armée d’Anders loyale au gouvernement polonais en exil, créée au second semestre de 1941 après l'invasion allemande de l'URSS. En 1943, cette formation fut transférée aux Alliés occidentaux et devint connue sous le nom de IIe corps polonais. En outre, les forces polonaises restantes en URSS furent réorganisées dans le Ier corps polonais contrôlé par les Soviétiques en Union soviétique qui, à son tour, fut réorganisé en 1944 dans la 1re armée polonaise (armée de Berling) et la 2e armée polonaise, toutes deux faisant partie intégrante de l'Armée populaire polonaise (Ludowe Wojsko Polskie, LWP). En 1944, à la suite de la reprise de la Pologne par les Soviétiques à l'Allemagne nazie, l'armée populaire polonaise fut réorganisée dans une formation militaire basée en Pologne.
Au lendemain de l'opération Barbarossa, Staline accepta (accords Sikorski-Maïski) de libérer des dizaines de milliers de prisonniers de guerre polonais détenus dans des camps soviétiques à partir desquels une force militaire fut formée. L'armée d’Anders, nom sous laquelle elle devint connue, était fidèle au gouvernement polonais en exil, et en tant que tel, sa formation était entravée par les Soviétiques. Finalement, avec environ 40 000 combattants et 70 000 civils, elle fut transférée au commandement britannique au Moyen-Orient en Égypte, devenant le IIe corps polonais et une partie des Forces armées polonaises à l'Ouest.
Pour utiliser le potentiel des autres soldats polonais en URSS, sans leur permettre de devenir indépendants du contrôle soviétique, une situation qui permit à l'armée d’Anders de quitter l'URSS, l'Union soviétique créa une Union des patriotes polonais (en) (ZPP) en 1943 comme une marionnette communiste opposée, au gouvernement polonais en exil. En même temps, une armée parallèle (armée populaire polonaise ou LWP) fut créée. À la fin de la guerre, elle comptait environ 200 000 soldats. La force de guérilla créée par les soviétiques appelée Armia Ludowa fut intégrée à l'armée populaire polonaise à la fin de la guerre. Ces unités contrôlées par les Soviétiques sur le front de l'Est comprenaient les première, deuxième et les troisièmes armées polonaises (cette dernière fut ensuite fusionnée avec la seconde) et la force aérienne de l'armée polonaise avec 10 divisions d'infanterie, cinq brigades blindées et quatre divisions de l’armée de l’air.
La première armée polonaise fut versée au 1er front biélorusse avec lequel elle entra en Pologne depuis le territoire soviétique en 1944. Elle reçut l’ordre de conserver ses positions par sa direction soviétique, elle n'avança pas vers Varsovie alors que les Allemands réprimaient l'insurrection de Varsovie. Elle participa aux batailles pour Bydgoszcz, Kołobrzeg (Kolberg), Gdańsk (Danzig) et Gdynia perdant 20 000 combattants durant l'hiver 1944-1945, libérant des territoires polonais aux côtés des Soviétiques. En avril-mai 1945, la 1re  armée combattit pour la capture finale de Berlin. La deuxième armée polonaise battit avec le 1er front ukrainien soviétique et participa à l'offensive sur Prague. Dans les dernières opérations de la guerre, les pertes des deux armées du LWP s'élèvent à 32 000 hommes.

## Ressortissants polonais dans les forces allemandes
Avant le déclenchement de la guerre, la Pologne était un État multi-ethniques avec les Polonais composant environ 68 % de la population. Environ 500 000 personnes qui étaient citoyens de la Pologne avant 1939 furent recrutées dans les forces armées allemandes pendant la guerre. Ce sont surtout des membres de la minorité allemande en Pologne qui furent considérés par les autorités nazies comme ethniquement allemands (Volksdeutsche). En 1939, lors de l'invasion de Pologne, ils avaient créé l'organisation paramilitaire Volksdeutscher Selbstschutz et avaient soutenu activement les forces allemandes dans la Pologne occupée.
Les forces armées allemandes comprenaient également des personnes de souche polonaise (assimilés à divers degrés dans la société allemande) qui étaient citoyens du Troisième Reich avant le début de la guerre en septembre 1939. Elles faisaient partie de la minorité polonaise en Allemagne, principalement concentrée en province de Silésie, province de Poméranie et province de Prusse-Orientale. Ces personnes étaient soumises à la conscription comme les autres ressortissants allemands à l'époque. Le degré de fidélité de ces soldats à la cause nazie variait. Des dizaines de milliers d'entre eux se portèrent volontaires pour rejoindre les formations polonaises après avoir été prisonniers par les Alliés (15 000 les rejoignirent en 1944, seulement pendant les combats en Europe occidentale).

## Batailles

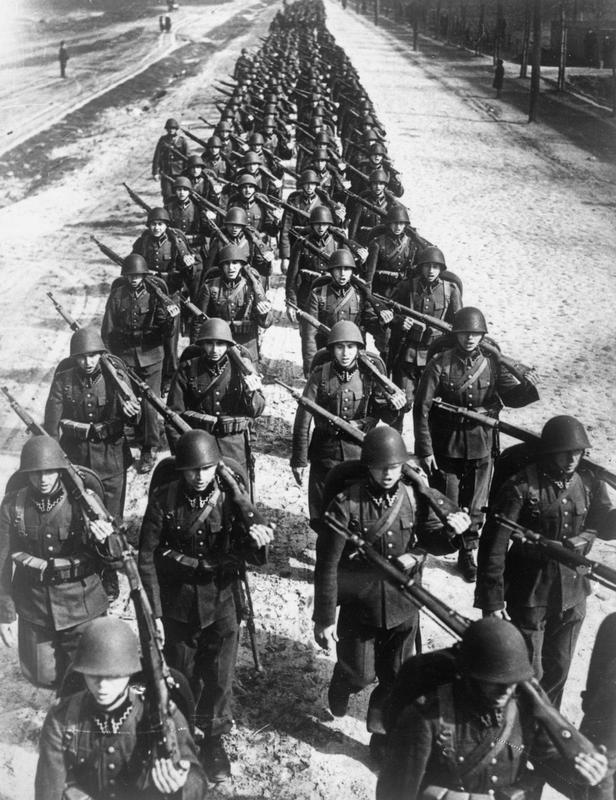
Infanterie polonaise en 1939

Principales batailles et campagnes auxquelles participèrent les forces régulières polonaises:

### Invasion de la Pologne
| Bataille                      | Date                          | Localisation                  | Pologne et ses alliés         | Ennemis                                             | Résultat                      |
| Invasion de la Pologne (1939) | Invasion de la Pologne (1939) | Invasion de la Pologne (1939) | Invasion de la Pologne (1939) | Invasion de la Pologne (1939)                       | Invasion de la Pologne (1939) |
| ----------------------------- | ----------------------------- | ----------------------------- | ----------------------------- | --------------------------------------------------- | ----------------------------- |
| Invasion de la Pologne        | 1 septembre au 6 octobre 1939 | Pologne                       | Pologne                       | Reich allemand Union soviétique République slovaque | Défaite                       |
| Bataille de Westerplatte      | 1 au 7 septembre 1939         | Pologne                       | Pologne                       | Reich allemand Ville libre de Dantzig               | Défaite                       |
| Bataille de Mokra             | 1 septembre 1939              | Pologne                       | Pologne                       | Reich allemand                                      | Victoire                      |
| Bataille de la frontière      | 1 au 4 septembre 1939         | Pologne                       | Pologne                       | Reich allemand                                      | Défaite                       |
| Raid sur Fraustadt            | 2 septembre 1939              | Allemagne                     | Pologne                       | Reich allemand                                      | Victoire                      |
| Bataille de Wizna             | 7 au 10 septembre 1939        | Pologne                       | Pologne                       | Reich allemand                                      | Défaite                       |
| Bataille de Varsovie          | 8 au 28 septembre 1939        | Pologne                       | Pologne                       | Reich allemand                                      | Défaite                       |
| Bataille de la Bzura          | 9 au 19 septembre 1939        | Pologne                       | Pologne                       | Reich allemand                                      | Défaite                       |
| Bataille de Lwów              | 12 au 22 septembre 1939       | Pologne                       | Pologne                       | Reich allemand Union soviétique                     | Défaite                       |
| Bataille de Tomaszów Lubelski | 17 au 26 septembre 1939       | Pologne                       | Pologne                       | Reich allemand                                      | Défaite                       |
| Bataille de Wilno             | 18 au 19 septembre 1939       | Pologne                       | Pologne                       | Union soviétique                                    | Défaite                       |
| Bataille de Grodno            | 20 – 24 septembre 1939        | Pologne                       | Pologne                       | Union soviétique                                    | Défaite                       |
| Bataille de Szack             | 28 septembre 1939             | Pologne                       | Pologne                       | Union soviétique                                    | Victoire                      |
| Bataille de Kock              | 2 – 5 octobre 1939            | Pologne                       | Pologne                       | Reich allemand                                      | Défaite                       |

### Combats à l'Ouest
| Bataille                              | Date                             | Localisation                | Pologne et ses alliés | Ennemis | Résultat                   |
| Armée polonaise de l'Ouest            | Armée polonaise de l'Ouest       | Armée polonaise de l'Ouest  | Armée polonaise de l'Ouest | Armée polonaise de l'Ouest                                                                                     | Armée polonaise de l'Ouest |
| ------------------------------------- | -------------------------------- | --------------------------- | --- | --- | -------------------------- |
| Bataille de l'Atlantique              | 3 septembre 1939 au 8 mai 1945   | Océan Atlantique            | Royaume-Uni États-Unis (à partir de 1941) Canada Pologne Pays-Bas Belgique France (à partir jusqu'à 1940) France libre (à partir de 1940) Brésil (à partir de 1942)                                                                       | Reich allemand Italie fasciste (jusqu'en 1943)                                                                 | Victoire                   |
| Campagne de Norvège                   | 9 avril – 10 juin 1940           | Norvège                     | Norvège Royaume-Uni France Pologne | Reich allemand                                                                                                 | Défaite                    |
| Bataille de Narvik                    | 9 avril au 8 juin 1940           | Norvège                     | Norvège Royaume-Uni France Pologne | Reich allemand                                                                                                 | Défaite                    |
| Bataille de France                    | 10 mai au 25 juin 1940           | France                      | France Belgique Pays-Bas Royaume-Uni Canada Pologne Tchécoslovaquie Luxembourg | Reich allemand Italie fasciste                                                                                 | Défaite                    |
| Bataille de Dunkerque                 | 26 mai au 4 juin 1940            | France                      | Royaume-Uni Canada France Pologne Belgique Pays-Bas | Reich allemand                                                                                                 | Retraite                   |
| Bataille d'Angleterre                 | 10 au 31 octobre 1940            | Royaume-Uni (espace aérien) | Royaume-Uni Canadaavec des pilotes venant de: Pologne Tchécoslovaquie Australie Nouvelle-Zélande Union d'Afrique du Sud France libre Norvège États-Unis Irlande Rhodésie du Sud Jamaïque Barbade Dominion de Terre-Neuve Rhodésie du Nord | Reich allemand Italie fasciste                                                                                 | Victoire                   |
| Campagne d'Afrique du Nord            | 10 juin 1940 au 13 mai 1943      | Afrique du Nord             | Royaume-Uni Canada Australie Nouvelle-Zélande Union d'Afrique du Sud Rhodésie du Sud Raj britannique États-Unis Pologne Tchécoslovaquie France libre Royaume de Grèce                                                                     | Italie fasciste Reich allemand État français                                                                   | Victoire                   |
| Siège de Tobrouk                      | 10 avril au 27 novembre 1941     | Libye                       | Australie Pologne Tchécoslovaquie Royaume-Uni Raj britannique | Reich allemand Italie fasciste                                                                                 | Victoire                   |
| Opération Crusader                    | 18 novembre au 30 décembre 1941  | Libye                       | Royaume-Uni Raj britannique Australie Nouvelle-Zélande Union d'Afrique du Sud Pologne Tchécoslovaquie | Reich allemand Italie fasciste                                                                                 | Victoire                   |
| Raid de Dieppe                        | 19 août 1942                     | France                      | Canada Royaume-Uni États-Unis France libre Pologne | Reich allemand                                                                                                 | Défaite                    |
| Campagne d'Italie                     | 10 juillet 1943 au 2 mai 1945    | Italie                      | Royaume-Uni États-Unis Canada Australie Nouvelle-Zélande Pologne Pays-Bas Belgique France libre Brésil Tchécoslovaquie Norvège Royaume de Grèce Raj britannique Royaume d'Italie (depuis septembre 1943)                                  | Reich allemand Royaume d'Italie (jusqu'en septembre 1943) République sociale italienne (depuis septembre 1943) | Victoire                   |
| Bataille de Monte Cassino             | 17 janvier au 18 mai 1944        | Italie                      | Royaume-Uni Pologne États-Unis Canada France libre Australie Nouvelle-Zélande Union d'Afrique du Sud Raj britannique Royaume d'Italie | Reich allemand République sociale italienne                                                                    | Victoire                   |
| Débarquement de Normandie             | 6 juin au 30 août 1944           | France                      | Royaume-Uni États-Unis Canada Australie Nouvelle-Zélande Pologne Pays-Bas Belgique France libre Tchécoslovaquie Norvège Danemark Royaume de Grèce Luxembourg                                                                              | Reich allemand                                                                                                 | Victoire                   |
| Prise d'Ancône                        | 16 juin au 18 juillet 1944       | Italie                      | Pologne Royaume-Uni | Reich allemand                                                                                                 | Victoire                   |
| Opération Totalize                    | 8 au 9 août 1944                 | France                      | Canada Pologne Royaume-Uni | Reich allemand                                                                                                 | Victoire                   |
| Bataille de la poche de Falaise       | 12 au 21 août 1944               | France                      | Royaume-Uni États-Unis Canada Pologne France libre | Reich allemand                                                                                                 | Victoire                   |
| Opération Tractable                   | 14 au 21 août 1944               | France                      | Canada Pologne Royaume-Uni | Reich allemand                                                                                                 | Victoire                   |
| Campagne de la ligne Siegfried        | 25 août 1944 au 7 mars 1945      | France/Allemagne            | Royaume-Uni États-Unis Canada Pologne France libre | Reich allemand                                                                                                 | Victory                    |
| Bataille du Mont Ormel                | 12 au 21 août 1944               | France                      | Pologne | Reich allemand                                                                                                 | Victoire                   |
| Opération Market Garden               | 17 au 25 septembre 1944          | Pays-Bas/Allemagne          | Royaume-Uni États-Unis Canada Pologne Pays-Bas | Reich allemand                                                                                                 | Défaite                    |
| Bataille d'Arnhem                     | 17 au 26 septembre 1944          | Pays-Bas                    | Royaume-Uni Pologne | Reich allemand                                                                                                 | Défaite                    |
| Bataille de l'Escaut                  | 2 octobre au 8 novembre 1944     | Belgique/Pays-Bas           | Royaume-Uni États-Unis Canada Pologne France libre Belgique Pays-Bas Norvège | Reich allemand                                                                                                 | Victoire                   |
| Ligne gothique                        | fin août 1944 au début mars 1945 | Italie                      | Royaume-Uni États-Unis Canada Pologne Raj britannique Nouvelle-Zélande Union d'Afrique du Sud Brésil Royaume de Grèce Royaume d'Italie | Reich allemand                                                                                                 | Indécise                   |
| Campagne d'Allemagne                  | 22 mars au 8 mai 1945            | Allemagne                   | États-Unis Royaume-Uni Canada France libre Pologne Norvège Danemark Pays-Bas Belgique | Reich allemand Royaume de Hongrie                                                                              | Victoire                   |
| Offensive de printemps 1945 en Italie | 6 avril au 2 mai 1945            | Italie                      | États-Unis Royaume-Uni Pologne Royaume d'Italie Brésil Raj britannique Nouvelle-Zélande Union d'Afrique du Sud | Reich allemand République sociale italienne                                                                    | Victoire                   |
| Prise de Bologne                      | 9 au 21 avril 1945               | Italie                      | Pologne Royaume-Uni États-Unis Royaume d'Italie Brésil | Reich allemand                                                                                                 | Victoire                   |

### Combats à l'Est
| Bataille                         | Date                          | Localisation                   | Pologne et ses alliés                                                      | Ennemis                                               | Résultat                 |
| Armée polonaise de l'Est         | Armée polonaise de l'Est      | Armée polonaise de l'Est       | Armée polonaise de l'Est                                                   | Armée polonaise de l'Est                              | Armée polonaise de l'Est |
| -------------------------------- | ----------------------------- | ------------------------------ | -------------------------------------------------------------------------- | ----------------------------------------------------- | ------------------------ |
| Bataille de Lenino               | 12 au 13 octobre 1943         | Union soviétique (Biélorussie) | Union soviétique Pologne                                                   | Reich allemand                                        | Indécise                 |
| Operation Bagration              | 22 juin au 19 août 1944       | Union soviétique/Pologne       | Union soviétique Pologne                                                   | Reich allemand                                        | Victoire                 |
| Offensive Lvov-Sandomir          | 13 juillet au 29 août 1944    | Ukraine/Pologne                | Union soviétique Pologne                                                   | Reich allemand Royaume de Hongrie                     | Victoire                 |
| Offensive Lublin-Brest           | 18 juillet au 2 août 1944     | Biélorussie/Pologne            | Union soviétique Pologne                                                   | Reich allemand Royaume de Roumanie                    | Victoire                 |
| Bataille de Studzianki           | 9 au 16 août 1944             | Pologne                        | Union soviétique Pologne                                                   | Reich allemand                                        | Victoire                 |
| Offensive Vistule-Oder           | 12 janvier au 2 février 1945  | Pologne                        | Union soviétique Pologne                                                   | Reich allemand                                        | Victoire                 |
| Siège de Posen                   | 24 janvier au 23 février 1945 | Pologne                        | Union soviétique Pologne                                                   | Reich allemand Royaume de Hongrie                     | Victoire                 |
| Offensive de Poméranie orientale | 24 février au 4 avril 1945    | Pologne/Allemagne              | Union soviétique Pologne                                                   | Reich allemand                                        | Victoire                 |
| Bataille de Kolberg              | 4 au 18 mars 1945             | Allemagne                      | Union soviétique Pologne                                                   | Reich allemand                                        | Victoire                 |
| Bataille de Berlin               | 16 April au 2 mai 1945        | Allemagne                      | Union soviétique Pologne                                                   | Reich allemand                                        | Victoire                 |
| Bataille de Seelow               | 16 au 19 avril 1945           | Allemagne                      | Union soviétique Pologne                                                   | Reich allemand                                        | Victoire                 |
| Bataille de Bautzen              | 21 – 30 avril 1945            | Allemagne                      | Union soviétique Pologne                                                   | Reich allemand                                        | Victoire                 |
| Offensive Prague                 | 6 au 11 mai 1945              | Tchécoslovaquie                | Union soviétique Pologne Tchécoslovaquie Royaume de Roumanie Armée Vlassov | Reich allemand Royaume de Hongrie République slovaque | Victoire                 |

### Actions clandestines
| Bataille                                                            | Date                                                                | Localisation                                                        | Pologne et ses alliés | Ennemis                                                             | Résultat                                                            |
| Mouvement de résistance polonais pendant la Seconde Guerre mondiale | Mouvement de résistance polonais pendant la Seconde Guerre mondiale | Mouvement de résistance polonais pendant la Seconde Guerre mondiale | Mouvement de résistance polonais pendant la Seconde Guerre mondiale                                                                                  | Mouvement de résistance polonais pendant la Seconde Guerre mondiale | Mouvement de résistance polonais pendant la Seconde Guerre mondiale |
| ------------------------------------------------------------------- | ------------------------------------------------------------------- | ------------------------------------------------------------------- | --- | ------------------------------------------------------------------- | ------------------------------------------------------------------- |
| Combat d'Hubal                                                      | Octobre 1939 au 30 avril 1940                                       | Pologne                                                             | Pologne | Reich allemand                                                      | Défaite                                                             |
| Soulèvement de Czortków                                             | 21 au 22 janvier 1940                                               | Pologne                                                             | Pologne (Etudiants polonais anti-soviétiques) | Union soviétique                                                    | Défaite                                                             |
| Résistance polonaise en France                                      | 1940 à 1944                                                         | France                                                              | France libre (résistance polonaise) | Reich allemand                                                      | Victoire                                                            |
| Soulèvement de Zamość                                               | Décembre 1942 à la mi-1944                                          | Pologne                                                             | État polonais clandestinavec l'appui de: Partisans soviétiques                                                                                       | Reich allemand                                                      | Victoire                                                            |
| Opération Główki                                                    | 1943 à 1944                                                         | Pologne                                                             | Pologne (État polonais clandestin) | Reich allemand                                                      | Succès partiel                                                      |
| Soulèvement du Ghetto de Varsovie                                   | 19 avril au 16 mai 1943                                             | Pologne                                                             | Żydowska Organizacja Bojowa ŻZWassisté par État polonais clandestin Gwardia Ludowa                                                                   | Reich allemand                                                      | Défaite                                                             |
| Opération Taśma                                                     | 20 – 21 août 1943                                                   | Pologne                                                             | État polonais clandestin | Reich allemand                                                      | Victoire                                                            |
| Opération Chain                                                     | fin novembre 1943                                                   | Pologne                                                             | État polonais clandestin | Reich allemand                                                      | Victoire                                                            |
| Opération Tempête                                                   | Janvier à octobre 1944                                              | Pologne                                                             | État polonais clandestin | Reich allemand                                                      | Succès partiel                                                      |
| Bataille de Murowana Oszmianka                                      | 13 au 14 mai 1944                                                   | Pologne/Biélorussie                                                 | État polonais clandestin | Force lituanienne de défense territoriale                           | Victoire                                                            |
| Bataille de Porytowe Wzgórze (en)                                   | 14 au 15 juin 1944                                                  | Pologne                                                             | État polonais clandestin Partisans soviétiques | Reich allemand                                                      | Victoire                                                            |
| Bataille d'Osuchy (en)                                              | 25 au 26 juin 1944                                                  | Pologne                                                             | État polonais clandestin | Reich allemand                                                      | Défaite                                                             |
| Opération Ostra Brama                                               | 7 au 15 juillet 1944                                                | Pologne/Lituanie                                                    | État polonais clandestin Union soviétique | Reich allemand                                                      | Victoire tactique                                                   |
| Insurrection de Lwów (en)                                           | 23 au 27 juillet 1944                                               | Pologne/Ukraine                                                     | État polonais clandestin | Reich allemand                                                      | Victoire                                                            |
| Insurrection de Varsovie                                            | 1 août au 2 octobre 1944                                            | Pologne                                                             | État polonais clandestin Armée polonaise de l'Estaide aérienne de: Royaume-Uni États-Unis Union d'Afrique du Sudaide symbolique de: Union soviétique | Reich allemand                                                      | Défaite                                                             |
| Bataille de Kuryłówka (en)                                          | 7 mai 1945                                                          | Pologne                                                             | État polonais clandestin | Union soviétique                                                    | Victoire                                                            |
| Attaque du camp du NKVD à Rembertów (en)                            | 21 mai 1945                                                         | Pologne                                                             | État polonais clandestin | Union soviétique                                                    | Victoire                                                            |
| Rassemblement d'Augustów (en)                                       | 20 au 25 juillet 1945                                               | Pologne                                                             | État polonais clandestin | Union soviétique Pologne                                            | Défaite                                                             |

## Technologie

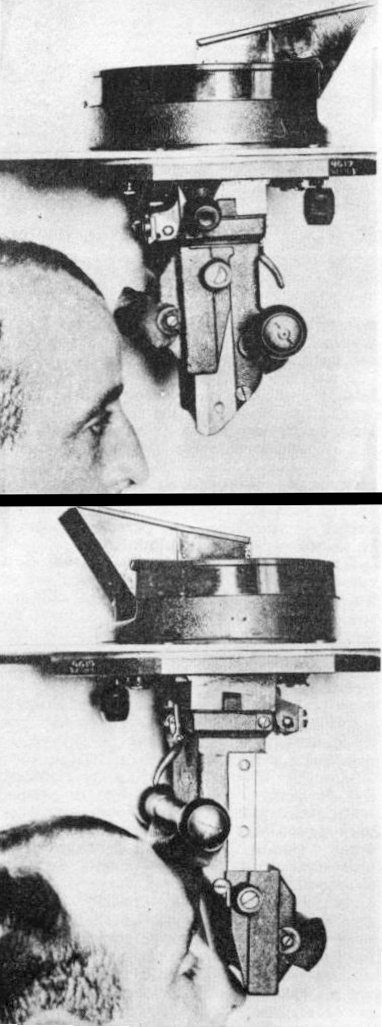
Le périscope de char à 360 degrés de l'inventeur polonais Rudolf Gundlach fut d'abord utilisé dans le char 7TP polonais.

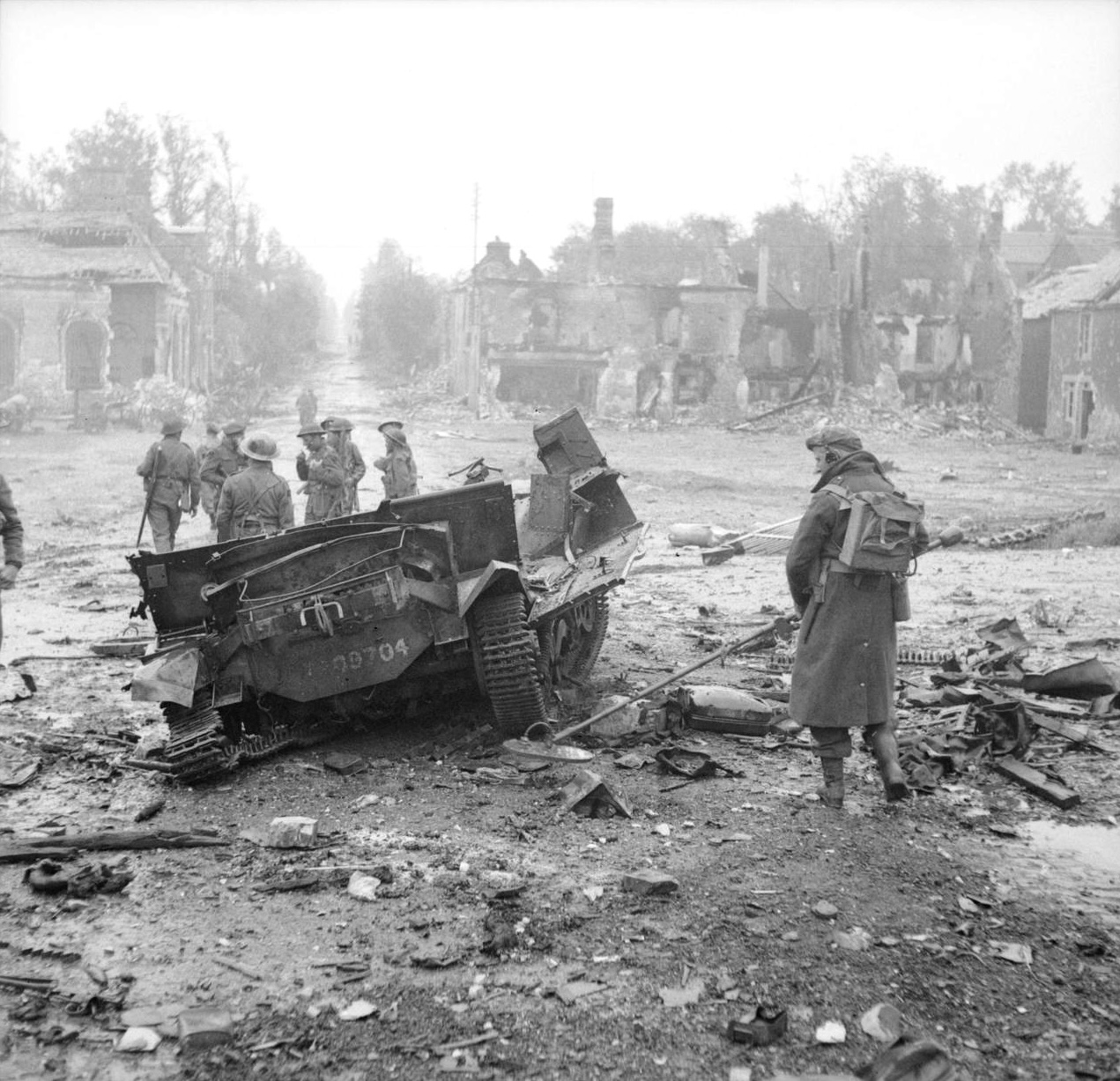
Le détecteur de mines polonais de Józef Kosacki utilisé près d'un transporteur universel détruit par une mine, à Tilly-sur-Seulles, en France (juin 1944).

- Józef Kosacki inventa le détecteur de mines polonais, qui sera utilisé par les Alliés pendant toute la guerre.
- Le périscope de char Vickers Mk.IV (en) fut inventé par l'ingénieur Rudolf Gundlach (en) et breveté en 1936 sous le nom de Gundlach Peryskop obrotowy[46]. Initialement, il fut monté sur des chars polonais tels que le 7TP et le TKS. Par la suite, le brevet de conception fut acheté par les Britanniques et utilisé dans la plupart des chars de la Seconde Guerre mondiale, y compris dans les blindés soviétiques T-34, les Crusader, Churchill, Valentine et Cromwell britanniques, et M4 Sherman américain. Le principal avantage du périscope était que le commandant du char n'avait plus à tourner la tête pour regarder en arrière. La conception fut ensuite largement utilisée par les Allemands.
- Pistolet wz. 35 Vis, souvent appelé simplement "Radom" en anglais, est un pistolet de calibre 9mm, pistolet semi-automatique à simple action. Il avait été adopté en 1935 comme arme de poing standard de l'armée polonaise. Les Allemands s’approprièrent la conception et de 1939 à 1945, 312 000 à 380 000 pistolets VIS furent produits et utilisés par les allemands, les parachutistes et la police, sous le nom de Pistole 35(p) de 9 mm.
- Le PZL.37 Łoś était un bombardier moyen bimoteur polonais conçu au milieu des années 1930 à l'usine de PZL à Varsovie par Jerzy Dąbrowski (en) et utilisé en opération lors de l'invasion de la Pologne en 1939. Grâce à ses ailes à flux laminaire, il s'agissait d'un des bombardiers les plus modernes au monde avant la Seconde Guerre mondiale.
- L'éjecteur de bombes de Świątecki fut inventé par Władysław Świątecki (en) en 1925 et breveté en 1926 en Pologne et à l'étranger[47],[48]. Certains composants furent utilisés dans le bombardier polonais PZL.37 Łoś d'avant-guerre. En 1940, l'invention de Świątecki fut reprise par les Britanniques, qui l'utilisèrent sur le bombardier Avro Lancaster. En 1943, une mise à jour fut créé par Jerzy Rudlicki pour le B-17 Flying Fortress américain[49].
- Le fusil antichar wz.35, de calibre 7,92 mm développé en secret et utilisé par l'armée de terre polonaise lors de l'invasion de la Pologne avait été inventée par Józef Maroszek (en). Ce fusil antichar était un développement du fusil Mauser avec sa propre cartouche de 7,92 mm avec une vitesse de bouche de plus de 1 000 mètres par seconde. Avec une portée de 300 mètres, il était très efficace contre tous les chars allemands de l’époque (les Panzer I, II et III, ainsi que les LT-35 et LT-38 fabriqués en république tchèque) à 100 mètres.
- Au cours de la Seconde Guerre mondiale, il fallait absolument tenir compte des transmissions radio à haute fréquence utilisées par la Kriegsmarine allemande. Le fonctionnement de ces systèmes de localisation à haute fréquence à bord des navires présentait de graves problèmes techniques, principalement en raison des effets de la superstructure sur le front d'onde des signaux radio en approche. Cependant, l'ingénieur polonais Waclaw Struszynski proposa des solutions à ces problèmes. Il dirigea également l'équipe qui développa le premier système pratique à Admiralty Signal Establishment (en), en Angleterre. Ces systèmes furent installés sur des navires d'escorte de convois et furent très efficaces contre les sous-marins allemands durant la bataille de l'Atlantique[50]. Le père de Wacław Struszyński était le professeur Marceli Struszyński, membre de la résistance polonaise, qui analysa le combustible utilisé par la fusée V2, la formule étant ensuite envoyée en Angleterre.
- Un essuie-glace en caoutchouc fut inventé par le pianiste polonais Josef Hofmann.
- Henryk Magnuski (en), un ingénieur polonais travaillant pour Motorola, co-conçut la radio SCR-300 en 1940. C'était le premier petit émetteur/récepteur radio avec un réglage manuel des fréquences. Il fut largement utilisé par l'armée américaine et était surnommé le talkie-walkie.

### Armes
Les ingénieurs polonais s’échappèrent de la Pologne occupée par l'Allemagne contribuèrent aux développements d'armes pendant la guerre. Une équipe polono-tchéco-britannique rendit le canon de 20 mm Polsten (en) plus simple et moins coûteux à produire, mais il fut un dérivé efficace du canon de 20 mm Oerlikon.
L'Armée de l’intérieur polonaise était probablement le seul mouvement de résistance de la Seconde Guerre mondiale qui fabriqua de grandes quantités d'armes et de munitions. En plus de la production de modèles d'avant-guerre, elle développa et produisit pendant la guerre les pistolets mitrailleurs Błyskawica, Bechowiec, KIS (en) et des Sten polonaise, ainsi que les grenades à main Filipinka et Sidolówka. Au cours de l'insurrection de Varsovie, les ingénieurs polonais construisirent plusieurs automitrailleuses, comme le Kubuś, qui fut engagé dans les combats. Le KIS fut conçu et fabriqué dans l'unité de guérilla « Ponury » de Jan Piwnik (« Grim ») qui opérait dans la région des montagnes de la Sainte croix. C'était probablement le seul type d'arme à feu moderne qui pourrait être fabriquée dans la forêt sans avoir besoin d'outils sophistiqués et d'équipements industriel pendant la Seconde Guerre mondiale.